# Altenburg

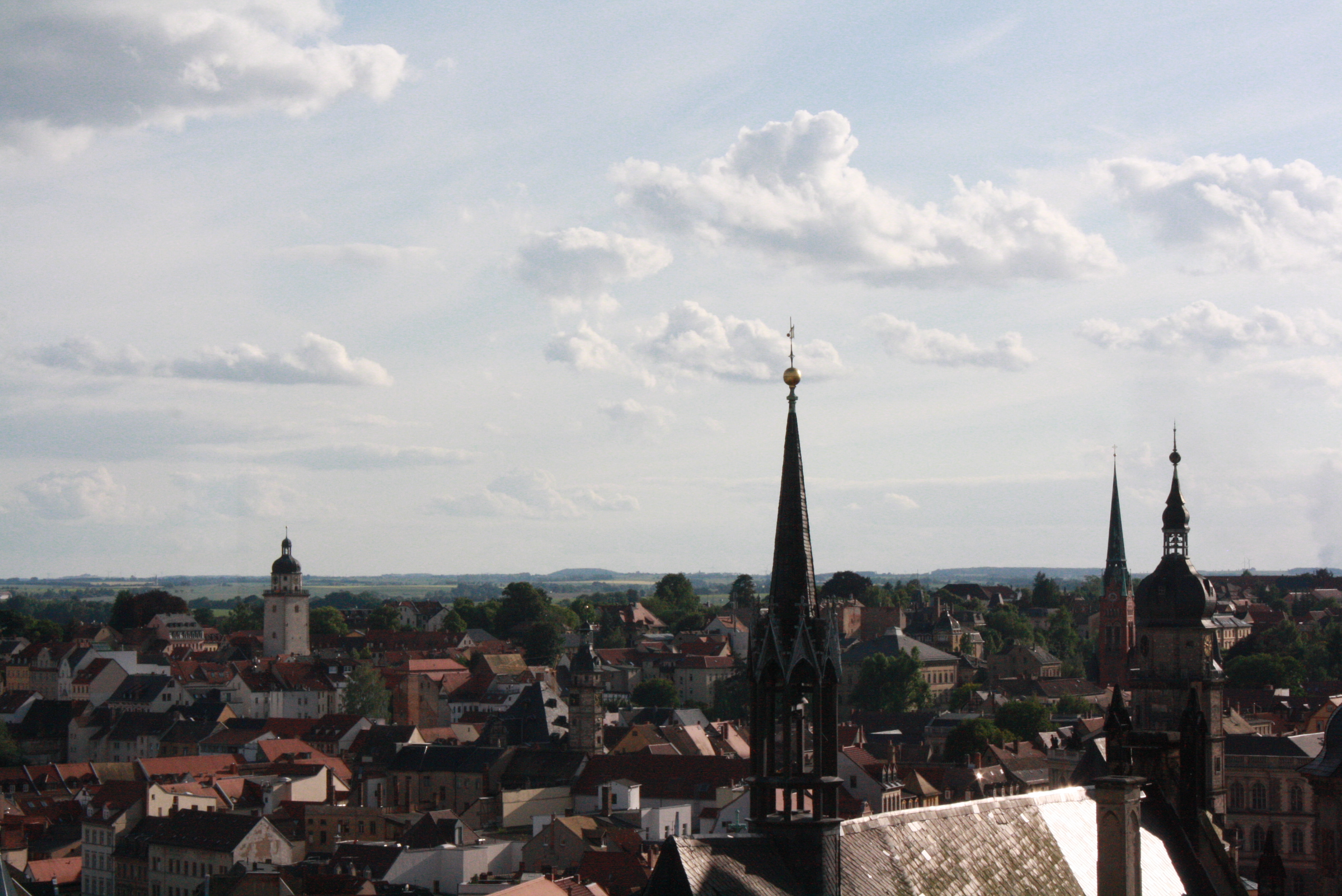
Blick auf die Altenburger Altstadt

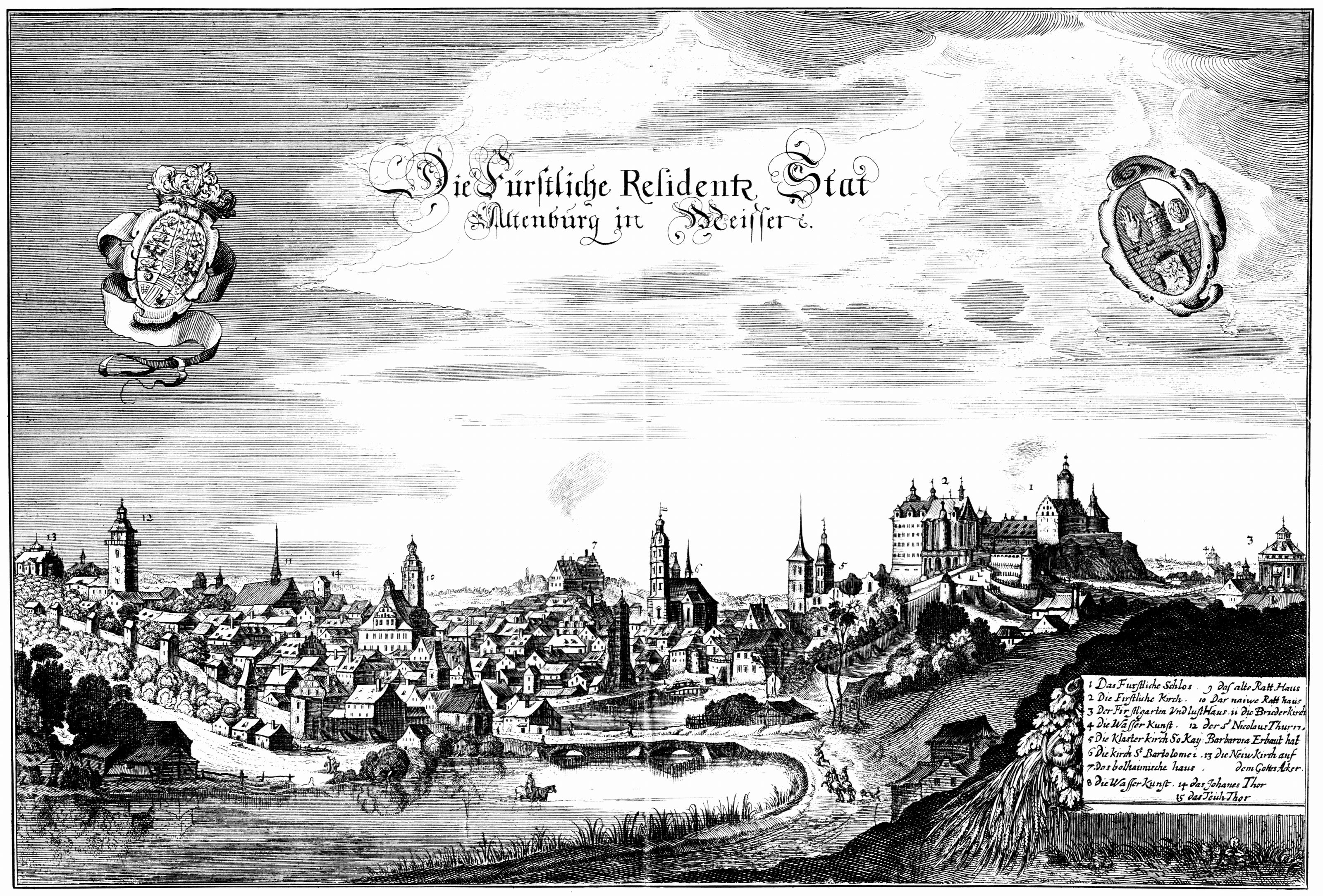
Altenburg vor 1650

Altenburg ist eine ehemalige Residenzstadt im Osten des Freistaates Thüringen in der Metropolregion Mitteldeutschland. Altenburg ist Kreisstadt des Landkreises Altenburger Land. Mit ihren etwa 31.100 Einwohnern ist die Stadt in der Landesplanung als Mittelzentrum mit Teilfunktionen eines Oberzentrums ausgewiesen. Altenburg ist durch das nach 1810 hier erfundene Kartenspiel Skat bekannt. Eine Ausstellung dazu befindet sich im Schloss- und Spielkartenmuseum.

## Geographie

### Geographische Lage
Altenburg liegt in der Mitte des Städtedreiecks Leipzig–Chemnitz–Gera, und zwar 39 km südlich von Leipzig, 38 km nordwestlich von Chemnitz, 28 km nordöstlich von Gera und 31 km nördlich von Zwickau. Es wurde auf einem hügligen Gebiet erbaut, dessen tiefster Punkt bei Zschernitzsch mit 162 m ü. NN und dessen höchster bei Mockzig mit 261 m ü. NN liegen. Das Gebiet gehört zu den Ausläufern des Erzgebirgsvorlandes, die nördlich der Stadt in der Leipziger Tieflandsbucht enden.
Altenburg wird von den Gewässern Pleiße, Blaue Flut und Deutscher Bach durchflossen. Der Fluss Pleiße durchfließt die Stadt im Ortsteil Ehrenberg im Süden. Der Deutsche Bach fließt im Norden Altenburgs durch die Stadtteile Steinwitz, Drescha, Nord und Kauerndorf, wo er in die Blaue Flut mündet. Diese entspringt bei Graicha im Altenburger Land und durchfließt die Stadt von Südwesten nach Nordosten. Sie wurde nach einer dort ansässigen Färberei benannt, die das meist blaue Färbereiabwasser ungeklärt in den Bach abließ.

### Geologie
In den tiefsten Schichten befindet sich eine altpaläozoische Schiefermasse, über der Porphyr, Zech- oder Buntsandstein lagern. Darüber befindet sich eine Schicht aus Kies, die teilweise kleine Lagerstätten von Braunkohle enthält. Das alles wird von einer etwa zehn Meter dicken Lehm- und Lössschicht bedeckt. An ein paar steilen Stellen wie zum Beispiel dem Schlossfelsen wurden aufgrund von Bodenerosion die obersten Schichten abgetragen, so dass der Porphyr zutage trat.

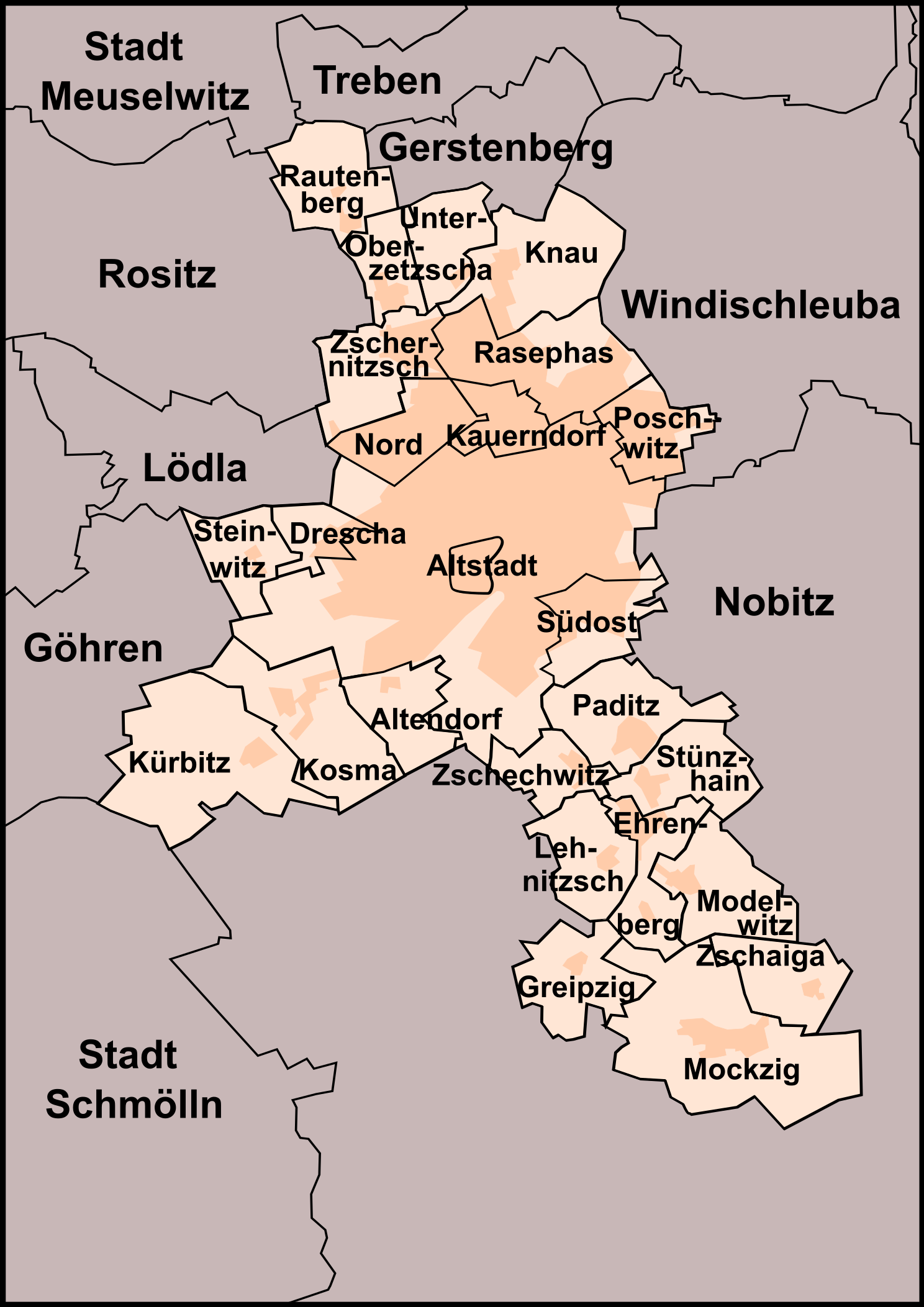
Die Stadt- und Ortsteile von Altenburg

### Nachbargemeinden
Angrenzende Gemeinden sind im Uhrzeigersinn von Norden beginnend die Stadt Meuselwitz, Treben und Gerstenberg, im Nordosten Windischleuba, im Osten und Süden kragenförmig Nobitz, im Südwesten die Stadt Schmölln, im Westen Göhren und Lödla sowie im Nordwesten Rositz.

### Stadtgliederung
Das Stadtgebiet ist in mehrere Stadtteile unterteilt. Die größten sind die Neubaugebiete Südost und Nord sowie das Zentrum. Ferner gibt es die kleineren, fast schon dörflich wirkenden Stadtteile Rasephas, Kauerndorf, Poschwitz, Zschernitzsch, Drescha und den Ortsteil Steinwitz. Während alle diese Stadtteile keine eigenen Ortsräte haben, besitzen die Ortsteile Ehrenberg, Kosma und Zetzscha mit ihren insgesamt 16 Ortslagen jeweils einen Ortsrat und einen Ortsbürgermeister.
| Ortsteil  | Fläche (km²) | Einwohner |
| --------- | ------------ | --------- |
| Altenburg | 19,76        | 31.101    |
| Ehrenberg | 14,10        | 00.998    |
| Kosma     | 06,34        | 00.306    |
| Zetzscha  | 05,43        | 00.544    |

Quelle: Stadt Altenburg, statistische Grunddaten von 2020, Ortsteile von 2023

## Geschichte

### Besiedlung und Aufstieg zur Kaiserpfalz

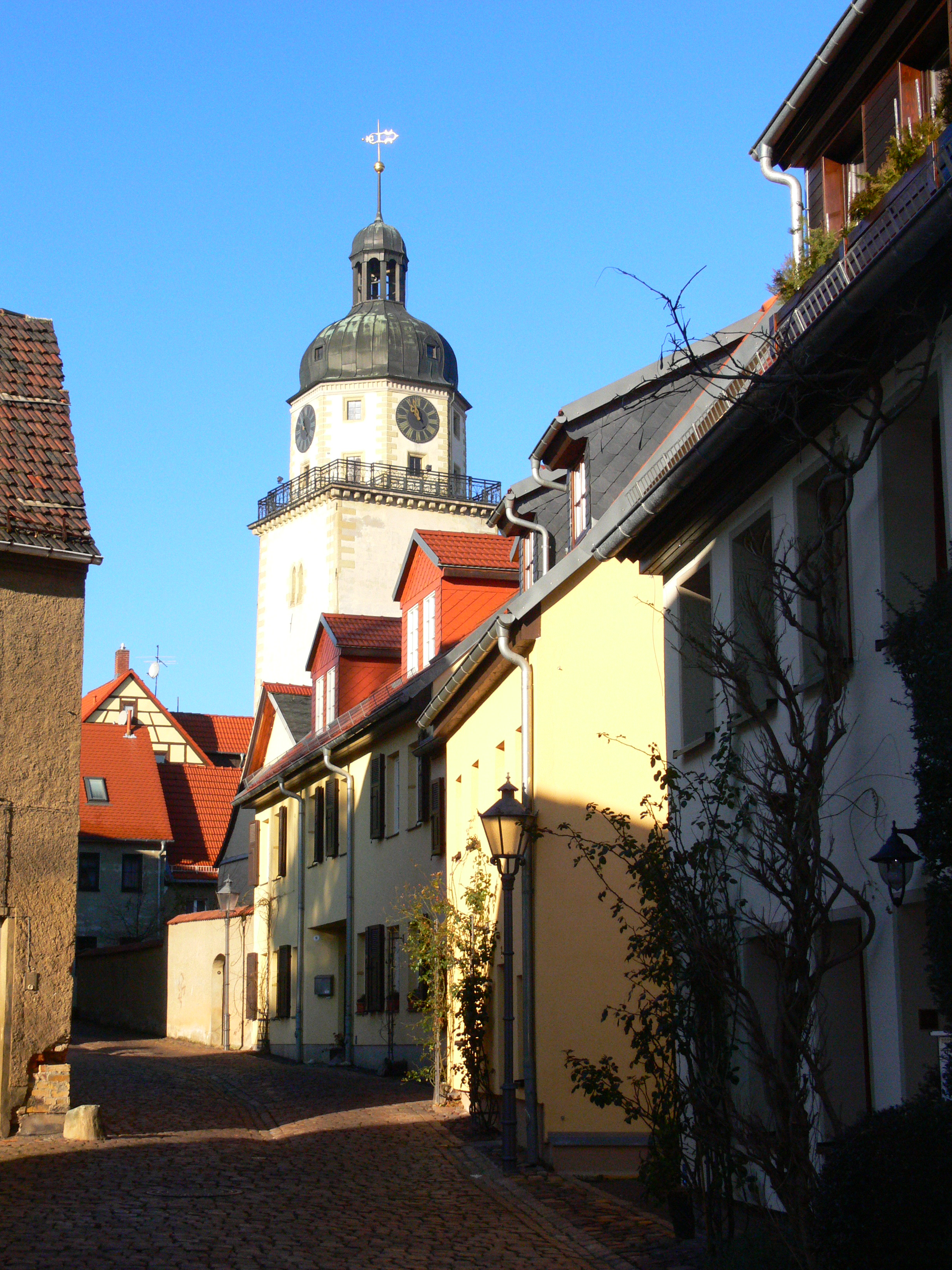
Das Nikolaiviertel ist eines der ältesten Gebiete Altenburgs

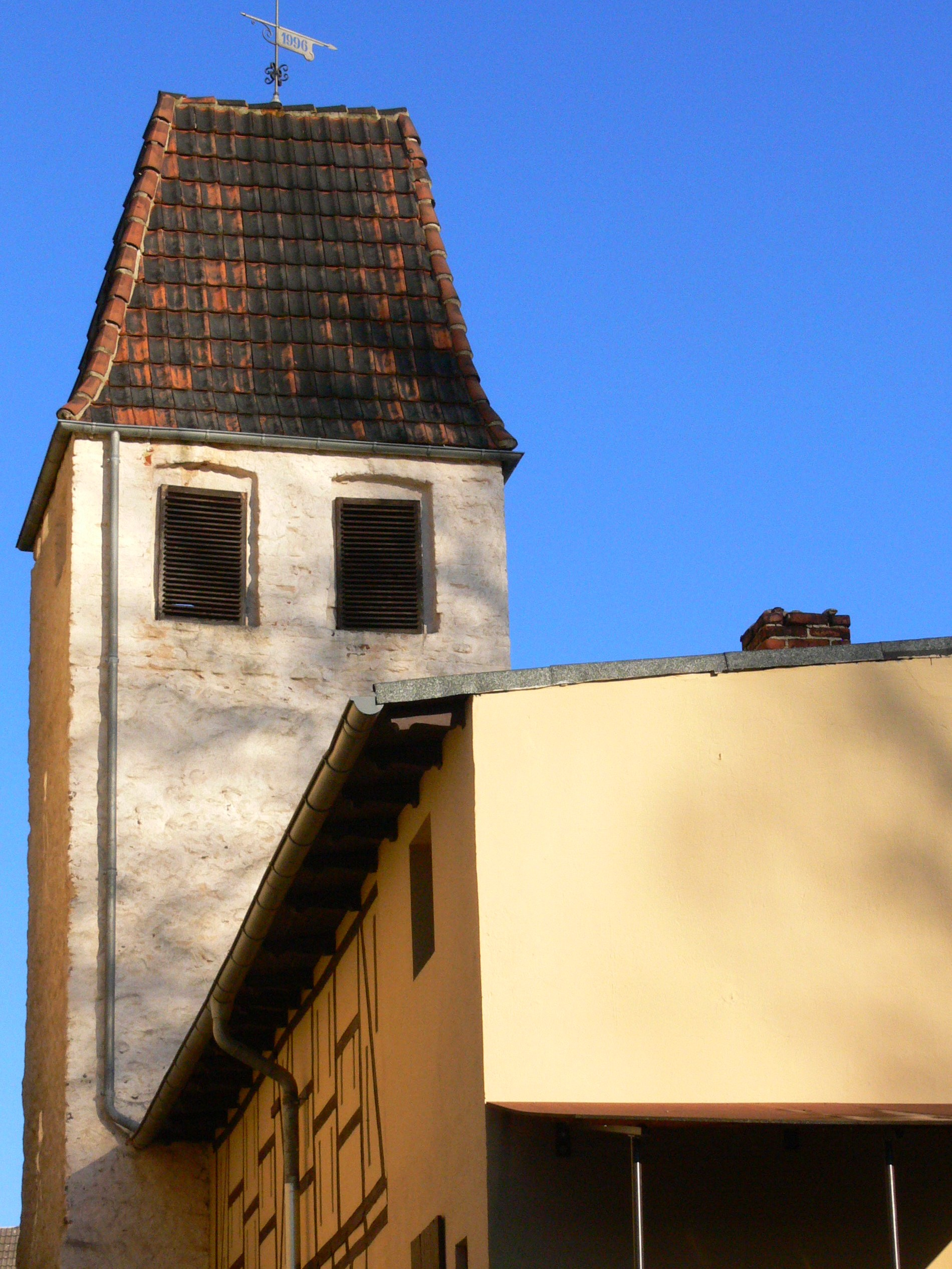
Wachturm der Stadtmauer

Die ersten Siedlungen im heutigen Stadtgebiet entstanden vor rund sechstausend Jahren. Schon damals war der Boden im Altenburger Raum sehr fruchtbar, zudem boten die Wälder und die fischreichen Gewässer genug Nahrung. Auch gewährten die aufragenden Porphyritfelsen Schutz vor Angreifern. Zwischen 1300 und 700 v. Chr. fand eine starke Besiedlung des Gebietes statt, jedoch sind auch erhebliche Siedlungsschwankungen festzustellen. Nach den Kelten wurde die Region von den Hermunduren germanisch besiedelt. Die Franken zerstörten das Thüringer Reich bis 534 n. Chr., wobei die Gebiete zwischen Saale und Mulde erst 595 an das Reich angeschlossen wurden. Infolge einer Krise des Frankenreiches 631/632 wegen eines verlorenen Feldzuges gegen Böhmen drangen die Böhmen und ihre Verbündeten in thüringische Gebiete vor, konnten aber durch den neuen Herzog Ratulf abgewehrt werden. Ausdrücklich festigte er das Bündnis mit den Sorben, die ihn auch militärisch unterstützten, und wird sie eingeladen haben, in den dichten Wäldern rechts der Saale freies Land zu besiedeln und urbar zu machen. Immer mehr Sorben siedelten sich im Altenburger Raum an und bildeten dann einen Stamm, der sich Plisni nach dem hiesigen Fluss benannte. Ab dem Jahr 838/848 ist für die Gebiete rechts der Saale die fränkische Sorbenmark bekannt. Zwar ist deren östliche Grenze nicht genau bekannt, da aber der Markgraf Thakulf in Sarau an der Pleiße bei Schmölln Besitz hatte, den er dem Kloster Fulda verkaufte, ist damit zu rechnen, dass das Pleißner Land zur Sorbenmark dazu gehörte. In dieser Zeit entstand auf den Porphyritfelsen die erste Burganlage.
Erstmals urkundlich erwähnt wurde Altenburg im Jahr 976. Vorausgegangen war die Gründung der Markgrafschaften Merseburg, Zeitz und Meißen sowie der entsprechenden Bistümer. Am 1. August 976 schenkte Kaiser Otto II. die Stadt Altenburg dem Bistum Zeitz. Die Burg war nun Herrschaftsmittelpunkt eines Bezirkes, eines Burgwards. Die nächste urkundliche Erwähnung erfolgte erst 1132, als der spätere Kaiser Lothar III. die Kaiserpfalz Altenburg nutzte. In der Urkunde wird sie castro Plysn genannt. Die Kaiserpfalz war der Grund, dass aus der Siedlung, die sich unmittelbar bei der Pfalz befand, eine Stadt wurde, die den Namen Altenburg trug. Zudem trug die Reichsstraße Via Imperii dazu bei, dass sich Handwerker und Kaufleute ansiedelten. Neben der Siedlung am Brühl gab es eine weitere Siedlung um den Nikolaikirchturm. Dieses Gebiet kam erst unter Kaiser Friedrich I. Barbarossa zu Altenburg. Nach Lothar von Supplinburg hielt sich König Konrad III. im Jahr 1150 in der Pfalz auf. Dabei verlieh Konrad auch den Burggrafentitel mit umfangreichen Gebietsrechten über die Bewohner des Pleißengaus und Burgkorneinkünften an die Burggrafen von Altenburg.
Friedrich I. Barbarossa hatte seinen ersten urkundlichen Aufenthalt im Februar 1165. Jedoch war sein zweiter Besuch im Juli 1172 von größerer Bedeutung. Nach seinem Rückschlag in Italien musste er seine Macht im Gebiet nördlich der Alpen ausbauen. Gebietsveränderungen wurden durchgeführt. 1174 wurden fränkische, egerländische und pleißenländische Territorien zusammengelegt. Nürnberg, Eger, Altenburg, Colditz, Lausick und Leisnig wurden zu wichtigen Orten staufischer Reichspolitik. Auch die Gründung des Augustiner-Chorherrenstiftes Unserer Lieben Frauen St. Marien auf dem Berge vor Altenburg, die Barbarossa zugeschrieben wird, fiel in die Zeit. Barbarossa weilte noch vier weitere Male in Altenburg, in den Jahren 1180, 1181, 1183 und 1188, weshalb die Stadt den Beinamen Barbarossastadt erhielt. Auch die Nachfolger Heinrich VI., Philipp von Schwaben, Otto IV., Friedrich II., Heinrich VII., König Rudolf von Habsburg und Adolf von Nassau nutzten Altenburg als Residenz. Der polnische (Senior-)Fürst Władysław II. der Vertriebene, Herzog von Schlesien, lebte dort mit seinen Söhnen Boleslaw und Mieszko seit 1146 bis zu seinem Tode 1159 in der Verbannung.
1192 wurde in einem Dokument erstmals der Neue Markt erwähnt. Es ist ein Beleg, dass sich die Stadt vom alten Markt Brühl in Richtung Süden ausbreitete. 1223 bekam Altenburg mit St. Nikolai eine zweite Stadtkirche. Der Kirchturm stammt vermutlich aus dem 12. Jahrhundert und diente vorher als Wachturm. Auch zwei weitere Klöster entstanden, 1238 am westlichen Ende der Stadt ein Franziskanerkloster und vor 1245 das Nonnenkloster der Magdalenerinnen (Weißfrauen). Die Stadtmauer und damit auch die Stadtgrenze wurden danach großzügig angelegt, sodass lange Zeit keine Erweiterung vorgenommen werden musste. Zudem besaß Altenburg fünf Stadttore.

### Im Besitz der Wettiner

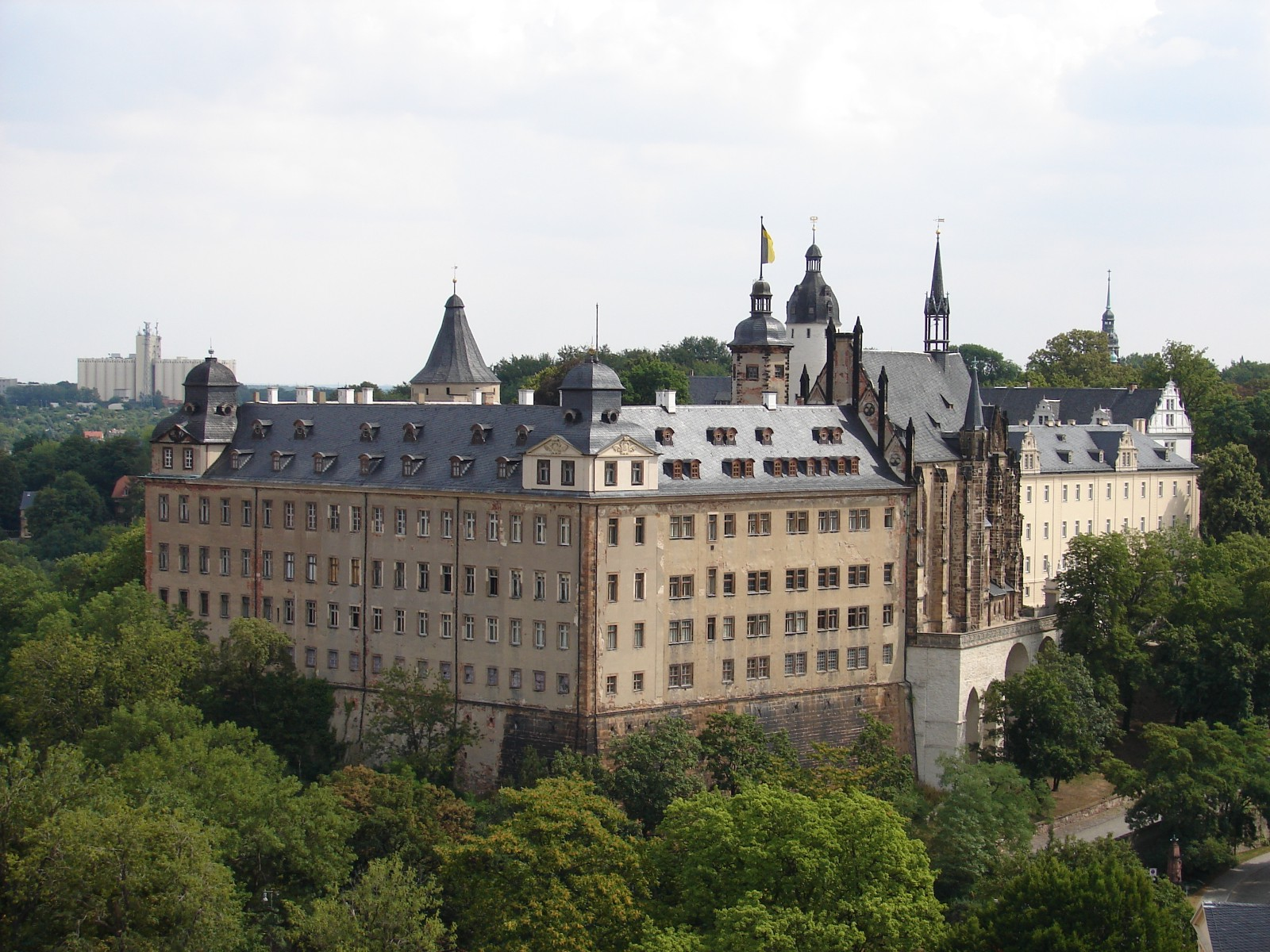
Schloss Altenburg

1253 bekamen die Wettiner erstmals politischen Einfluss auf das Pleißenland mit Altenburg, Chemnitz und Zwickau. Kaiser Friedrich II. gab es als Pfand einer Mitgift bei der Hochzeit seiner Tochter Margarethe mit Albrecht II., dem Sohn des Markgrafen Heinrich des Erlauchten. 1256 bestätigte Heinrich der Erlauchte das Stadtrecht von Altenburg. Zu Unruhen kam es im Jahr 1273. Grund dafür waren Spannungen zwischen der Stadtbevölkerung und den Augustiner-Chorherren.
Am 31. Mai 1307 führte Friedrich der Freidige mit seinem Bruder Dietrich IV. eine Streitmacht von Leipzig in Richtung Altenburg. Bei der Schlacht bei Lucka gewann Friedrich gegen König Albrechts Heer. Friedrich dem Freidigen wurde 1311 die Schutzherrschaft über das Pleißenland zugesprochen. 1329 wurde ihm das vom deutschen König offiziell anerkannt. Altenburg gehörte nun zur Mark Meißen und somit zum wettinischen Besitz. Friedrich der Strenge erneuerte 1356 das Altenburger Stadtrecht.
Im Jahr 1420 zog Friedrich I. zum ersten Kreuzzug gegen die Hussiten nach Böhmen. Drei weitere sollten folgen. Ein Aufgebot aus Altenburg nahm 1426 an der Schlacht bei Aussig teil. Die Taboriten unter Andreas Prokop schlugen jedoch das meißnische Aufgebot. 1429/30 zog ein Heer von Taboriten, Waisen und Pragern entlang der Elbe in die Mark Meißen. Altzell, Mügeln, Oschatz und Grimma wurden zerstört, bevor am 12. Januar 1430 Altenburg belagert und nach drei Tagen eingenommen wurde. Viele Einwohner waren zuvor geflüchtet, einige verteidigten die Burg. Das Schloss konnten die Hussiten jedoch nicht nehmen und so zogen sie weiter nach Süden. Sie zündeten noch die Stadt von zwei Seiten an. Da die Burgverteidiger einen Hinterhalt befürchteten, löschten sie nicht und die Stadt brannte bis auf einige Steingebäude vollständig ab. Auch St. Bartholomäi war zerstört. Danach belagerten die Hussiten Plauen, zerstörten Stadt und Schloss und richteten ein grausames Blutbad an.
Bei den Kämpfen zwischen Kurfürst Friedrich II. und dem vom Kaiser Sigismund eingesetzten Meißener Burggrafen Heinrich I. von Plauen 1437 stellten die Altenburger im Auftrag des Kurfürsten Aufgebote nach Frauenstein, Plauen und Böhmen. Zumeist wurden bis zu 16 Schützen, zwei Rüstwagen und ein Proviantwagen gestellt. Stärker wurde die Stadt im sächsischen Bruderkrieg (1446–1451) belastet. Es kam zu Einquartierungen und 1448 musste die Stadt 136 Mann vor Burg (Wendel-)Stein schicken. Später wurden noch Schützen und Gewappnete nach Nebra, Burgau (heute Jena) und Schwarzburg gestellt, auch sieben Reisige waren auszurüsten. 1455 raubte Kunz von Kauffungen die beiden Prinzen des Kurfürsten Friedrich des Sanftmütigen, Ernst und Albrecht, aus dem Altenburger Schloss, um seine Forderungen gegenüber dem Kurfürsten durchzusetzen. Dieses Ereignis ging als Altenburger Prinzenraub in die Geschichte ein.

### Altenburg und das teuerste Gewürz der Welt
Laut einem Rechnungsbuch aus dem Jahr 1500 nahm die Stadtkasse Altenburg „mehrere Tausend Taler aus den Safrangärten“ rund um die Stadt ein. Historische Urkunden belegen, dass zu dieser Zeit ein „köstlicher Land-Saffran“ großflächig in Ostthüringen angebaut und „die Gegend daher die güldene Aue“ benannt wurde.
Die ersten Hinweise auf die Verwendung von Safran in Altenburg zu dieser Zeit zeigen, dass das wertvollste Gewürz der Welt schon damals eine Bedeutung in der Residenzstadt hatte. Der älteste bisher verfügbare Nachweis konnte im Aktenbestand des Thüringer Staatsarchivs Altenburg gefunden werden. Im Rechnungsbuch des Amtes Altenburg für das Jahr 1435/36 heißt es: „Item 1 ß 10 gr. vor 10 ob Saffera“, transkribiert bedeutet dieser Ausschnitt „Auch 1 Schock (,) 10 Groschen für 10 Lot Safran“. Das Lot wird in diesem Jahrhundert als Massemaß mit 14,6 Gramm gerechnet. Demzufolge wurden für 146 Gramm Safran insgesamt 70 Silbergroschen oder 3,34 Gulden bezahlt.

### In der Zeit der Reformation
Vermutlich im Haus des Schneiders Nikolaus Hofmann in der Johannesgasse trafen sich im Jahr 1462 regelmäßig abends einige Stadtbewohner. Sie predigten und beichteten ohne Priester. Als einziges Gebet erkannten sie das Vaterunser an. Die Lehre vom Fegefeuer, von der Wirkung der Sakramente und vor allem das Ablasswesen wurden von ihnen als falsch angesehen oder kritisiert. Auch Reliquiendienst und Heiligenverehrung stellten sie infrage und lehnten das apostolische Symbol als Erfindung der römischen Kirche ab. Daraufhin wurde ihnen ein Ketzerprozess gemacht.
1485 kam es zur Leipziger Teilung, indem unter Kurfürst Ernst und Herzog Albrecht die bis dahin gemeinschaftlich regierten Ländereien aufgeteilt wurden. Dadurch gelangte Altenburg in ernestinischen Besitz. Zu Beginn des 16. Jahrhunderts war Altenburg eine Stadt mit mehr als 3.000 Einwohnern. Es gab 81 verschiedene Gewerbe. Der Altenburger Rat bestand aus zwölf Mann, vor allem Vertretern des Handwerks. Händler waren nicht vertreten.

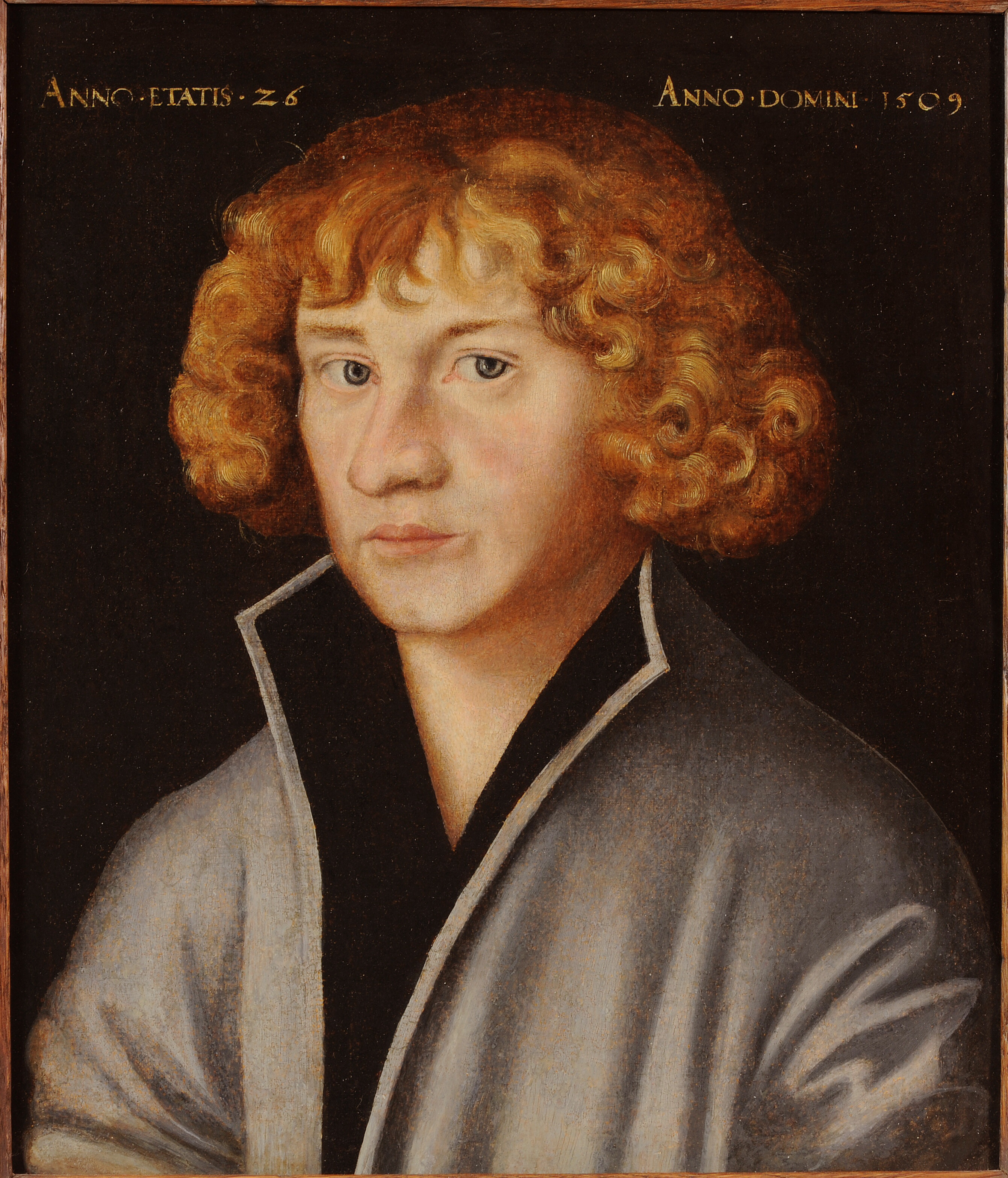
Georg Spalatin, gemalt 1509 von Lucas Cranach d. Ä.

Am Franziskaner-Kloster kam es im Dezember 1521 zu Tumulten. Anschließend sollen die Aufrührer zum Magdalenerinnen-Kloster gezogen sein, um dort eine Männerhose als Fahne zu hissen. Die Urheber wurden zudem durch die Altenburger Ratsherren gedeckt.
Einen Brief der Bürger an den Kurfürsten mit der Bitte nach einem evangelischen Prediger ließ dieser unbeantwortet. Deshalb wandten sich die Bürger an Martin Luther, der Gabriel Zwilling empfahl. Dieser folgte zwar dem Ruf nach Altenburg rasch, galt jedoch beim Kurfürsten als Unruhestifter. Trotz Unterstützung durch die Altenburger Bürger und Martin Luther selbst wurde Zwilling durch Wenzeslaus Linck ersetzt. Auch dieser blieb nur kurz in Altenburg, sein Nachfolger war Georg Spalatin. Dessen enge Freundschaft mit Martin Luther bescherte der Stadt mehrere Besuche des Reformators. Die Verhandlungen zwischen den Klerikern und Ratsherren über die Reformation gingen trotzdem nur langsam voran. Im Frühjahr 1525 kam es zu einem Aufstand von Stadtbewohnern und der Landbevölkerung. Im Juli 1525 wurden daraufhin einige Bauern hingerichtet und ein vierzigfacher Haus- und Landesverweis ausgesprochen, um ein Exempel zu statuieren. Die Anführer des Aufstandes wurden hingegen nur zu einjähriger Haft im Staatsgefängnis verurteilt. Das milde Urteil kam durch die Autonomie Altenburgs zustande. Georg Spalatin trieb derweilen die Reformation in Altenburg voran. Er initiierte 1528 die erste Kirchenvisitation und säkularisierte die fünf Altenburger Klöster. Im Jahre 1545 starb Spalatin. Eine Ausstellung im Jahr 2014 in Altenburg ist dem „Steuermann der Reformation“ Spalatin gewidmet.

### Sachsen-Altenburg ältere Linie
Am 24. April 1547 siegte Kaiser Karl V. in der Schlacht bei Mühlberg im Schmalkaldischen Krieg über Kurfürst Johann Friedrich. Dadurch gelangte die Stadt und das Amt Altenburg kurzzeitig in albertinischen Besitz. Durch den Naumburger Vertrag kam die Stadt schon 1554 wieder unter ernestinische Herrschaft. Durch zahlreiche Teilungen im Thüringer Gebiet wurde Altenburg im Jahr 1603 mit der Gründung des Herzogtums Sachsen-Altenburg wieder zur Residenzstadt.
Im Dreißigjährigen Krieg kam der größte Teil der Einwohner ums Leben. Von den 1650 Altenburgern mit Bürgerrechten im Jahre 1618, wobei die gesamte Einwohnerzahl ungefähr 5000 betrug, lebten 1632 nur noch 650. Ein Jahr später sank die Zahl noch einmal rapide. Die Verordnungen, die Herzog Friedrich Wilhelm II. nach dem Dreißigjährigen Krieg erließ, dienten vor allem der Stabilisierung der angeschlagenen Wirtschaft. Das Zunfthandwerk verlor dabei einen Teil seiner Unabhängigkeit, erfuhr aber dadurch auch eine Bestandssicherung. Jedoch blieb die wirtschaftliche Situation in Altenburg angespannt.

### Sachsen-Gotha-Altenburg

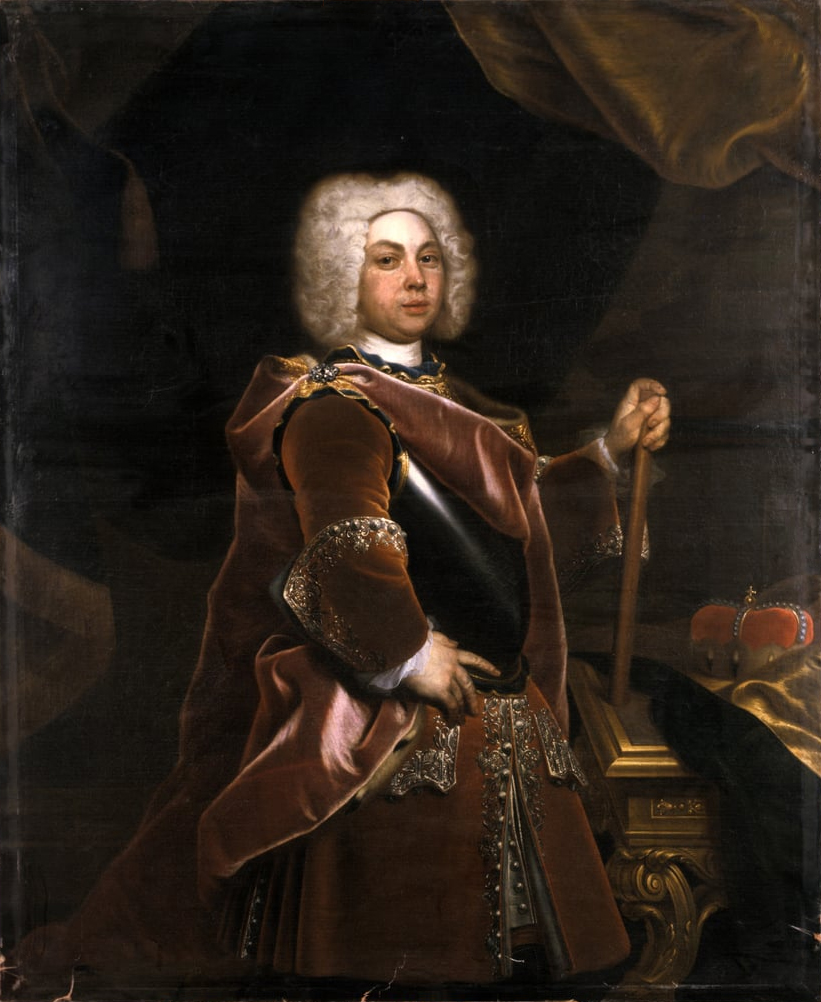
Friedrich III. von Sachsen-Gotha, Gemälde von Christian Schilbach

1672 starb mit Friedrich Wilhelm III. die ältere Linie Sachsen-Altenburg aus. Das Herzogtum wurde zwischen Sachsen-Gotha und Sachsen-Weimar aufgeteilt. Die Stadt selbst gehörte nun zu Sachsen-Gotha, das sich von nun an Sachsen-Gotha-Altenburg nannte, verlor aber den Status einer Residenzstadt. 1735 erließ Herzog Friedrich III. ein Mandat, das den Handel und den Aufbau von Manufakturen vorantreiben sollte. Von 1760 bis 1790 entstanden in Altenburg acht neue Manufakturen.
Im Jahre 1806 trat das Doppelherzogtum Gotha und Altenburg dem Rheinbund bei und wurde damit Verbündeter Napoleons. In der Stadt wurden alsbald auch Franzosen einquartiert. Zwischen 1810 und 1818 entwickelte sich in Altenburg das Skatspiel.

### Sachsen-Altenburg jüngere Linie
Nach dem Aussterben des Herzogshauses Gotha-Altenburg kam das Herzogtum Sachsen-Altenburg durch den Teilungsvertrag zu Hildburghausen 1826 an den bisherigen Herzog Friedrich III. von Sachsen-Hildburghausen, der als Herzog Friedrich von Sachsen-Altenburg fortan in der Stadt residierte. Die Angehörigen dieser sogenannten jüngeren Linie Sachsen-Altenburg regierten bis 1918.
Die Bevölkerung war mittlerweile so stark angewachsen, dass Altenburgs Stadtgrenzen erweitert werden mussten. Die mittelalterliche Stadtbefestigung wurde daraufhin aufgegeben. Von 1825 bis 1836 wurden alle fünf Stadttore abgerissen. Im Jahr 1831 wurden die Siedlungen, die an Altenburg grenzten, eingemeindet. 1820 wird der Ruf von Händlern nach einem Zollverein laut. Ein Teilziel wurde 1828 mit dem Beitritt der Thüringer Staaten zum Mitteldeutschen Handelsverein erreicht. Erst 1833 fand das durch die Integration des Mitteldeutschen Handelsvereins in den Deutschen Zoll- und Handelsverein ihren Abschluss. Das wirkte sich sehr positiv auf die Wirtschaft in Altenburg aus.
1831 erhielt die Stadt eine neue Verfassung, nachdem es ein Jahr vorher zu Unruhen gekommen war. Grund war die Unzufriedenheit der Bürger mit den Verfassungszuständen. So wurde auch das fast 600 Jahre alte Bierbannmeilenrecht abgeschafft. In dieser Zeit wuchs Altenburg weiter, sowohl wirtschaftlich, als auch an Bevölkerung.

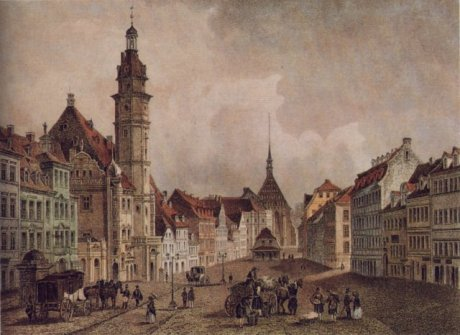
Der Hauptmarkt um 1850

1836 befanden sich in Altenburg 26 Fabriken, darunter die 1832 gegründete Spielkartenfabrik der Gebrüder Bechstein, aus der später die Marke ASS hervorgeht. Die meisten Arbeiter waren in der Leder- und Textilherstellung, der Zigarrenherstellung und der Holzindustrie beschäftigt. Einen kräftigen Anschub bekam die Wirtschaft mit dem 1842 erfolgtem Anschluss an das Eisenbahnnetz durch die Sächsisch-Bayerische Eisenbahn als erste Stadt der Thüringer Staaten. Altenburg verfügte mit dem Leipziger Bahnhof zunächst über einen Kopfbahnhof in der heutigen Fabrikstraße, der 1876 durch den heute noch vorhandenen Bahnhof ersetzt wurde. Während der Revolution von 1848 kam es im Juni 1848 in Altenburg zu den sogenannten Barrikadentagen, bei denen ein Angriff sächsischer Truppen aus Leipzig verhindert wurde. Am 30. November trat Herzog Joseph zurück. Sein Bruder Georg wurde neuer Herzog von Sachsen-Altenburg. Um weitere Aufstände zu verhindern, wurde Militär nach Altenburg geschickt.
Der wirtschaftliche Aufschwung ging indes weiter. Statt Textil- und Ledergewerbe dominierten nach 1850 vor allem Metall-, Chemie- und Druckereibetriebe. In der Produktion von Nähmaschinen waren die Altenburger führend. Deswegen entstand 1948 auch der VEB Nähmaschinenwerke Altenburg.
Zur Zeit des Kaiserreichs stand in Altenburg zunächst ein Bataillon des 7. Thüringischen Infanterieregiments Nr. 96. Anschließend war die Stadt Garnison für zwei Bataillone des 1897 aufgestellten 8. Thüringischen Infanterieregiments Nr. 153. Auch der 1913 errichtete Flugstützpunkt Altenburg geriet bald ins Visier des Militärs.

### Altenburg bis zum Kriegsende 1945

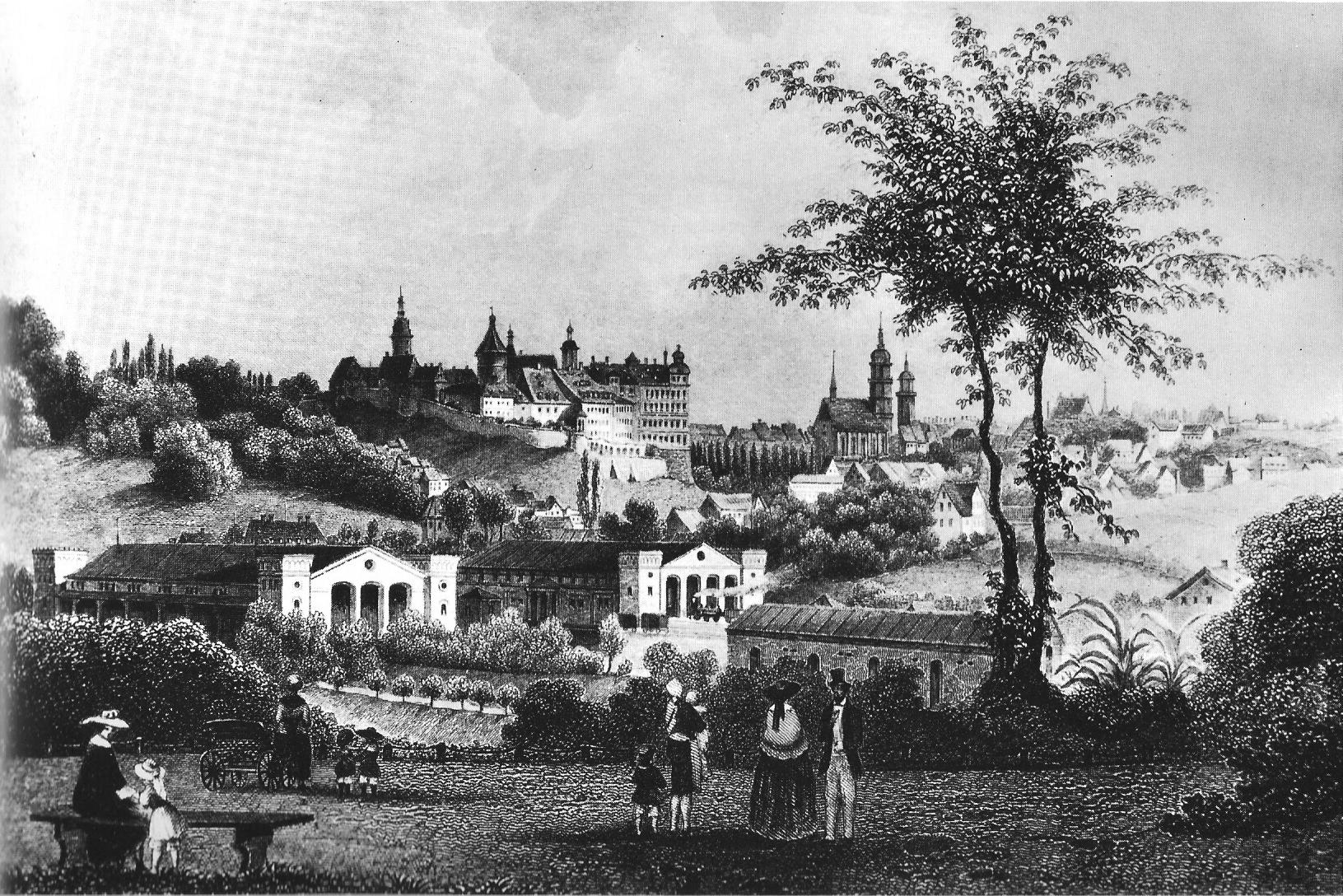
Altenburg um 1860

Altenburg war zur Jahrhundertwende eine Hochburg der Hutmacherindustrie. Den ersten urkundlichen Eintrag über das Hutmacherhandwerk in Altenburg findet man im Jahr 1463. Besonders in der Herstellung von Klapp- und Seidenhüten war Altenburg mit sieben Fabriken (von insgesamt 18 in Deutschland) eine der Hauptproduktionsstätten. Das Unternehmen J. O. Trumpf entwickelte sich zu Europas größter Seiden- und Klapphutfabrik. 1900 stand der Industriezweig des Textilgewerbes in Altenburg an dritter Stelle und machte damit 10 Prozent der örtlichen Industrie aus. Um die Jahrhundertwende war ein großer Aufschwung in der Zylindermode zu verzeichnen und es folgten weitere Unternehmens-Neugründungen. Bis 1914 beherrschte das Altenburger Hutmacherhandwerk den Weltmarkt. Nach dem Ersten Weltkrieg erlitt die Hutmacherindustrie einen Einbruch. Zylinder wurden seltener getragen und die in Handarbeit gefertigten deutschen Hüte wurden durch günstigere maschinell gefertigte Modelle aus Osteuropa vom Weltmarkt verdrängt. Infolge der Weltwirtschaftskrise, des Zweiten Weltkriegs sowie der nachfolgenden Kollektivierung zu DDR-Zeiten verschwanden die meisten Altenburger Hutmacherbetriebe. Heute besteht einzig und allein noch die Altenburger Hut und Putz – AHP GmbH, die aus dem 1874 gegründeten Unternehmen Hut Kley hervorgegangen ist.
Auf dem Militärflugplatz an der Leina begannen am 7. November 1918 Unruhen. Am 13. November dankte Herzog Ernst II. von Sachsen-Altenburg ab. Altenburg wurde daraufhin zur Landeshauptstadt des Freistaats Sachsen-Altenburg, der am 1. Mai 1920 im Land Thüringen aufging. Im Rahmen einer umfassenden Gebietsreform entstand 1922 der Landkreis Altenburg, während die Stadt Altenburg selbst kreisfrei blieb.
Altenburg war eine Hochburg der SPD, die 1932 mit der KPD eine Arbeitsgemeinschaft im Stadtrat gebildet hatte. Nach der Machtergreifung des NS-Regimes am 30. Januar 1933 kam es in der Stadt zu schweren Auseinandersetzungen zwischen Angehörigen der Arbeiterparteien und dem Kampfbund Schwarz-Weiß-Rot. 91 kommunistische Funktionäre wurden verhaftet und ein Teil von ihnen in Konzentrationslager deportiert. Trotzdem erhielten bei der Reichstagswahl 1933 die Kandidaten der Arbeiterparteien noch mehr als 50 Prozent der Wählerstimmen. Am 2. Mai fand ein weiteres Pogrom gegen Gewerkschafter und Abgeordnete der Arbeiterparteien statt. Der SPD-Landtagsabgeordnete Erich Mäder, der Hitler im Landtag peinlich verhört hatte, wurde aus Rache von den Nazis misshandelt und starb im Januar 1934 an den Folgen. Weitere Verfolgte der Nationalsozialisten waren Angehörige der Zeugen Jehovas, Wehrmachtsdeserteure und „Wehrkraftzersetzer“, insgesamt 274 anerkannte Opfer des Faschismus, darunter 45 ermordete oder an den Haftfolgen verstorbene Menschen.
Bei den Novemberpogromen nahmen in der Nacht zum 10. November 1938 bis zu 100 Angehörige der SA 21 männliche Juden in Schutzhaft. Auch wurde an jüdischen Geschäften vandaliert. 15 Männer wurden in das KZ Buchenwald verschleppt und nach einigen Wochen wieder entlassen. 1939 gab es noch etwa 40 jüdische Menschen im Ort, die ab diesem Jahr in Judenhäusern leben mussten. 1942 wurden die verbliebenen Juden in Konzentrationslager und Ghettos deportiert. 96 jüdische Bürger Altenburgs starben durch die NS-Terrorherrschaft, über 100 wurden in die Emigration getrieben. 390 Personen wurden Opfer der NS-Krankenmorde.
Im Zweiten Weltkrieg erlebte Altenburg zwischen 1940 und 1945 mehrere Luftangriffe, insgesamt gab es 265 mal Luftalarm. Am 17. März 1945 griffen 36 schwere Bomber der 8. US-Luftflotte die Stadt selber, Poschwitz und Kauerndorf mit 97,5 Tonnen Bomben an. Es gab Gebäudeschäden und mindestens 13 Tote. Der Angriff hatte eigentlich der BRABAG Böhlen/Mölbis gegolten. Am 7. April 1945 bombardierten Flugzeuge der britischen Royal Air Force Siedlungshäuser in der Feldstraße.
Zwischen 1941 und 1945 befanden sich im Stadtgebiet mehrere Außenlager des KZ Buchenwald, in denen KZ-Häftlinge, ausländische Kriegsgefangene und zivile Zwangsarbeiter untergebracht waren. In dieser Zeit arbeiteten rund 13.000 Häftlinge für den Rüstungskonzern HASAG. An insgesamt 431 Opfer wird auf dem Friedhof erinnert.
Am 15. April 1945 marschierten US-amerikanische Truppen kampflos in die Stadt ein; vorausgegangen war ein Handstreich Altenburger Antifaschisten unter der Führung des Kommunisten Walter Fröhlich, der im Juli vom sowjetischen Kommandanten als erster Bürgermeister eingesetzt wurde. Die Rote Armee übernahm die Region Altenburg am 1. Juli 1945.

### Seit 1945

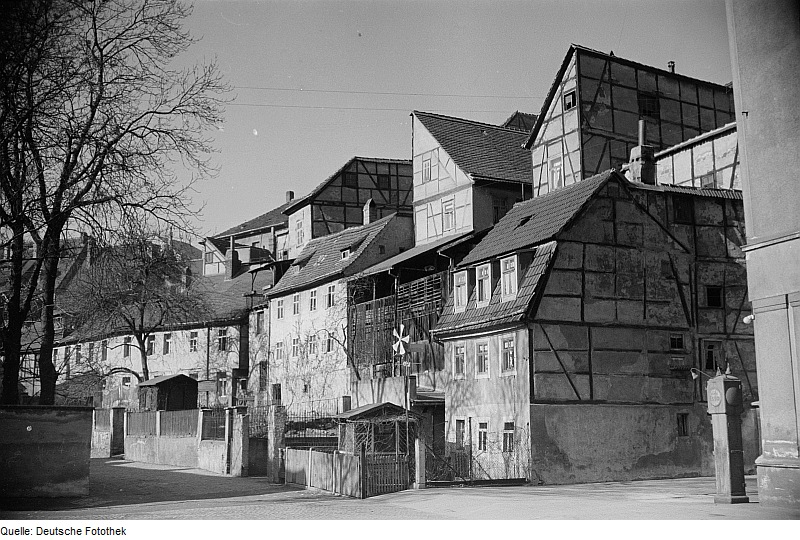
Stadtansicht 1953

Im Widerstand gegen das DDR-Regime bauten Schüler und Lehrer des Altenburger Friedrichgymnasiums 1949 einen Sender, mit dem die Radiorede Wilhelm Piecks zu Stalins 70. Geburtstag im Dezember 1949 im Umkreis von ca. 40 Kilometern gestört wurde. Während der Rede waren kurze kritische Äußerungen der Widerstandsgruppe zu hören, wie „Stalin ist ein Massenmörder“. Für das am 8. Februar 1950 gegründete Ministerium für Staatssicherheit wurde die Aufklärung dieser Aktion der erste große Fall in Thüringen. Am 25. März 1950 zog sich die Schlinge zu. Nur wenige konnten vorher fliehen. Die Stasi übergab die Verhafteten an den sowjetischen Geheimdienst NKWD. Bei dem anschließenden Geheimprozess in Weimar wurden vier Mitglieder der Widerstandsgruppe zum Tode verurteilt, die anderen zu Zuchthausstrafen zwischen 5 und 25 Jahren. Erst 1997 erfuhren die Angehörigen des Schülers Hans-Joachim Näther, dass der junge Mann bereits im Dezember 1950 in Moskau erschossen worden war, wie wahrscheinlich auch die anderen zum Tode Verurteilten.
1952 wurde Altenburg im Zuge der Verwaltungsreform von 1952 dem Bezirk Leipzig zugeordnet. In den nächsten Jahrzehnten wuchs Altenburg weiter und bekam die Neubaugebiete Lerchenberg, Nord und Süd-Ost. Nicht ohne Kontroversen wurde Altenburg im Zuge der Deutschen Wiedervereinigung 1990 wieder dem Freistaat Thüringen angegliedert, obwohl sich die Einwohner des damaligen Kreises Altenburg in einer vorab durchgeführten Volksbefragung 53,81 % der Abstimmenden für Sachsen votiert hatten. Allerdings schloss sich der Kreis Schmölln Thüringen mit einer Mehrheit von 80 % an und so entschied sich der Altenburger Kreistag ebenfalls dafür, da die beiden Regionen seit jeher zusammengehören. So bildeten die beiden Kreise während der thüringischen Kreisreform im Jahr 1994 den Landkreis Altenburger Land; seitdem ist Altenburg auch Große kreisangehörige Stadt.

### Eingemeindungen
Aufgrund der großzügig angelegten Stadtgrenze fanden nach dem Dazukommen der Siedlung um den Nikolaikirchturm lange Zeit keine Eingemeindungen statt. Erst 1831 wurden die Siedlungen, die sich vor der Stadt gebildet hatten, in die Stadt eingemeindet. Im 20. Jahrhundert wurden dann immer wieder Ortschaften eingemeindet. Nach der Wende versuchte man dadurch, die Bevölkerungszahl von Altenburg stabil zu halten. Die Eingemeindung der Gemeinden Windischleuba, Nobitz, Lödla und Rositz, die jeweils große Gewerbegebiete besitzen, gelang der Stadt nicht. Im Jahr 2012 wurde darüber debattiert, die Gemeinde Saara zu teilen und den Norden Altenburg zuzuschlagen; allerdings wurde nach einem Eingliederungsvertrag von Saara nach Nobitz, der im Landtag bestätigt wurde, die komplette Gemeinde Nobitz angegliedert, so dass sich die neue Gemeinde von Osten bis in den Süden des Stadtgebietes kragenförmig erstreckt.
| Datum             | Orte | Einwohner¹                        | Fläche km²          |
| ----------------- | --- | --------------------------------- | ------------------- |
| 1. Juli 1831      | Frauenfels, Oberpauritz, Unterpauritz, Neue Sorge, Ober- und Untergemeinde Unterm Berge, Untergemeinde Unterm Schloss (Naschhausen), Obergemeinde Hinterm Schloss, Vorm Johannistor, Hinter der Mauer | 4230                              | —                   |
| 1. Oktober 1922   | Drescha Kauerndorf Rasephas Zschernitzsch (Knau, Steinwitz, Kosma und Altendorf wurden auch eingemeindet, aber am 1. August 1924 wieder ausgemeindet)                                                 | ca. 200 ca. 2000 ca. 1200 ca. 660 | 0,60 0,73 2,21 1,46 |
| 1. Oktober 1938   | Poschwitz | ca. 80                            | 0,98                |
| 4. Januar 1953    | Steinwitz (Altenburg) | ca. 24                            | 0,98                |
| 14. Juli 1993     | Gemeinde Ehrenberg (mit den Ortschaften Ehrenberg, Greipzig, Lehnitzsch, Mockzig, Modelwitz, Paditz, Stünzhain, Zschaiga und Zschechwitz)                                                             | 1121                              | 14,10               |
| 11. Februar 1994  | Gemeinde Zetzscha (mit den Ortschaften Oberzetzscha, Unterzetzscha, Knau und Rautenberg) | 492                               | 4,73²               |
| 31. Dezember 1996 | Gemeinde Kosma (mit den Ortschaften Kosma, Altendorf und Kürbitz) | 371                               | 6,34                |

¹ Einwohnerzahl am Tag der Eingemeindung
² Stadtgebiet wurde in einem öffentlich-rechtlichen Vertrag mit der Gemeinde Windischleuba mit Wirkung zum 2. September 2003 um 0,67 km² vergrößert

### Einwohnerentwicklung

Einwohnerentwicklung von Altenburg von 1580 bis 2017

1981 erreichte die Bevölkerungszahl mit 55.827 ihren historischen Höchststand. Seit der Wende in der DDR sank die Einwohnerzahl von Altenburg ständig. Auch Eingemeindungen konnten diesen Trend nicht stoppen. Gründe für die ständige Abnahme der Einwohnerzahl sind vor allem der Wegzug junger Leute aufgrund der wirtschaftlichen Situation und der Geburtenrückgang. In den 1990er Jahren kam noch die Suburbanisierung hinzu. Viele Menschen zogen aus der Stadt und bauten ein eigenes Haus in den Nachbargemeinden. In den 2000er Jahren drehte sich dann der Trend wieder um. Seitdem ziehen wieder mehr Menschen aus dem Landkreis nach Altenburg. Auch insgesamt halten sich Zu- und Wegzüge seit den 2010er in der Waage. Lediglich durch die Differenz der Geburten- und Sterberate sinkt die Einwohnerzahl noch. Am 31. Dezember 2017 lag die Einwohnerzahl bei 32.374 Personen.

## Politik

### Stadtrat
Seit der Kommunalwahl am 26. Mai 2024 setzt sich der Stadtrat wie folgt zusammen:
- CDU: 10 Sitze
- AfD: 9 Sitze
- Pro Altenburg: 6 Sitze
- LINKE: 4 Sitze
- SPD: 3 Sitze
- Stadtforum Altenburg: 3 Sitze
- FDP: 1 Sitz

Bereits Mitte August 2011 gaben sechs Stadtratsmitglieder der CDU um Peter Müller den Austritt aus Fraktion und Partei bekannt und gründeten die Fraktion Pro Altenburg, da „eine konstruktive Arbeit nicht mehr möglich wäre“. Diese Bürgerbewegung trat zur Stadtratswahl 2014 erstmals zur Wahl an.
Das Stadtforum als Forum für Stadtentwicklung und Denkmalschutz trat 2014 erstmals in einer Wählergemeinschaft mit Bündnis 90/Die Grünen an.

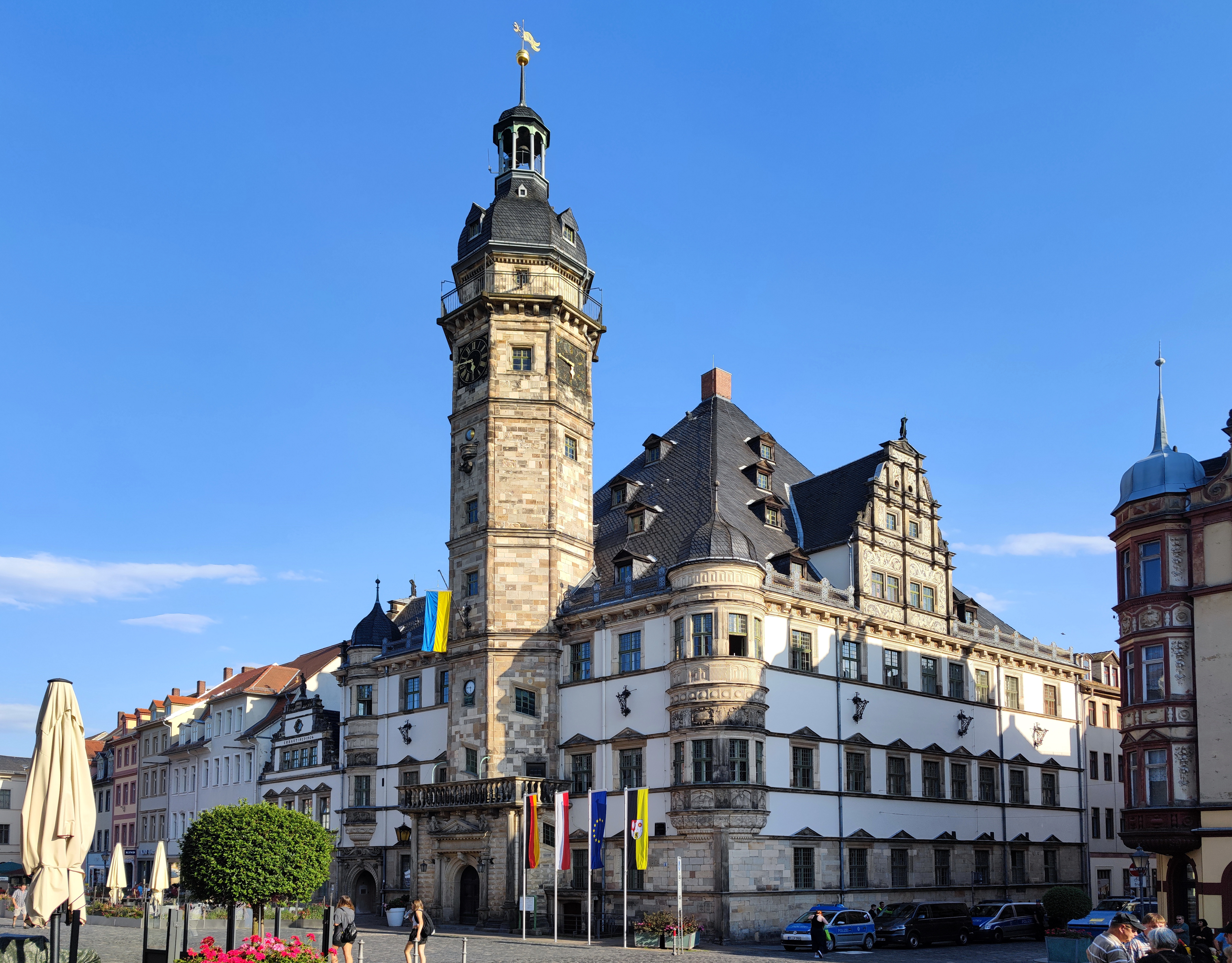
Rathaus von Altenburg

### Oberbürgermeister
Oberbürgermeister wurden in der Stadt Altenburg erstmals mit der neuen Stadtverfassung von 1831 gewählt. Über 33 Jahre (1881–1914) war Gustav Oßwald Stadtoberhaupt. Mit der Verwaltungsreform in der DDR wurden bis 1994 nur noch Bürgermeister gewählt. Erster Oberbürgermeister nach der Wende war Johannes Ungvari (CDU), der bereits seit 1990 Bürgermeister war.
Der amtierende Oberbürgermeister ist seit 2018 André Neumann (CDU). Er wurde bei den Kommunalwahlen am 15. April 2018 im ersten Wahlgang gewählt und löste den SPD-Amtsinhaber Michael Wolf ab, der nach 18-jähriger Amtszeit nicht mehr angetreten war. Bei der Kommunalwahl am 26. Mai 2024 verteidigte er das Rathaus im ersten Wahlgang mit 58,7 %.

### Finanzen
Die Stadt besaß am 31. Dezember 2010 eine Gesamtverschuldung von 18,2 Millionen Euro, das entsprach ungefähr 517 Euro pro Einwohner. Bis Ende des Jahres 2024 sank die Verschuldung auf 9,8 Millionen Euro, das entsprach 311 Euro je Einwohner.

### Wappen
Blasonierung: „Gespalten von Rot und Silber, belegt mit einer wachsenden schwarzgefugten silbernen vierzinnigen Wehrmauer, mittig von einem ebensolchen Zinnenturm mit konischem Absatz und silbernen kugelbestecktem Kegeldach überragt, an der Torstelle belegt mit einem Schildchen, darin in Gold ein schwarzer Löwe mit roter Zunge und Bewehrung, vorne begleitet von einer silbernen Hand, hinten von einer roten Rose mit goldenem Butzen und grünen Kelchblättern.“
Auf älteren Wappendarstellungen ist die Mauer mehrzinnig mit Schießscharten, der Löwenschild gelehnt, der Turm hat eine runde Haube, bis ins 20. Jahrhundert zeigte das Wappen den Löwenschild gelehnt im sichtbar offenen Burgtor, die Rose war vierblättrig.
Die Rose ist das Wappen der Burggrafen von Altenburg („In Silber eine unbespitzte rote Rose.“), die Hand versinnbildlicht die Marktgerichtsbarkeit, im kleinen Schild der Meißner Löwe.

### Flagge
Die Stadtflagge besteht aus zwei gleich breiten Querstreifen, oben schwarz, unten gold (gelb), Verhältnis der Höhe zur Länge des Flaggentuches wie 3:5.

### Städtepartnerschaften
Altenburg unterhält seit 1988 mit der deutschen Stadt Offenburg in Baden-Württemberg eine Städtepartnerschaft. Des Weiteren sind seit 1993 Olten in der Schweiz und seit 1997 Zlín in Tschechien Partnerstädte der Stadt Altenburg.

## Kultur und Sehenswürdigkeiten
In Altenburg gibt es ein Kino und verschiedene Veranstaltungsräumlichkeiten. Die Music Hall ist eine Kultur- und Begegnungsstätte, die Platz für bis zu 300 Konzertbesucher bietet. Kleinere Konzerte finden auch in Kneipen statt. Clubveranstaltungen werden vor allem in der ehemaligen Altenburger Wollspinnerei, einem von 1911 bis 1913 errichteten Fabrikgelände im Ortsteil Kotteritz der Nachbargemeinde Nobitz, durchgeführt.

### Theater und Museen

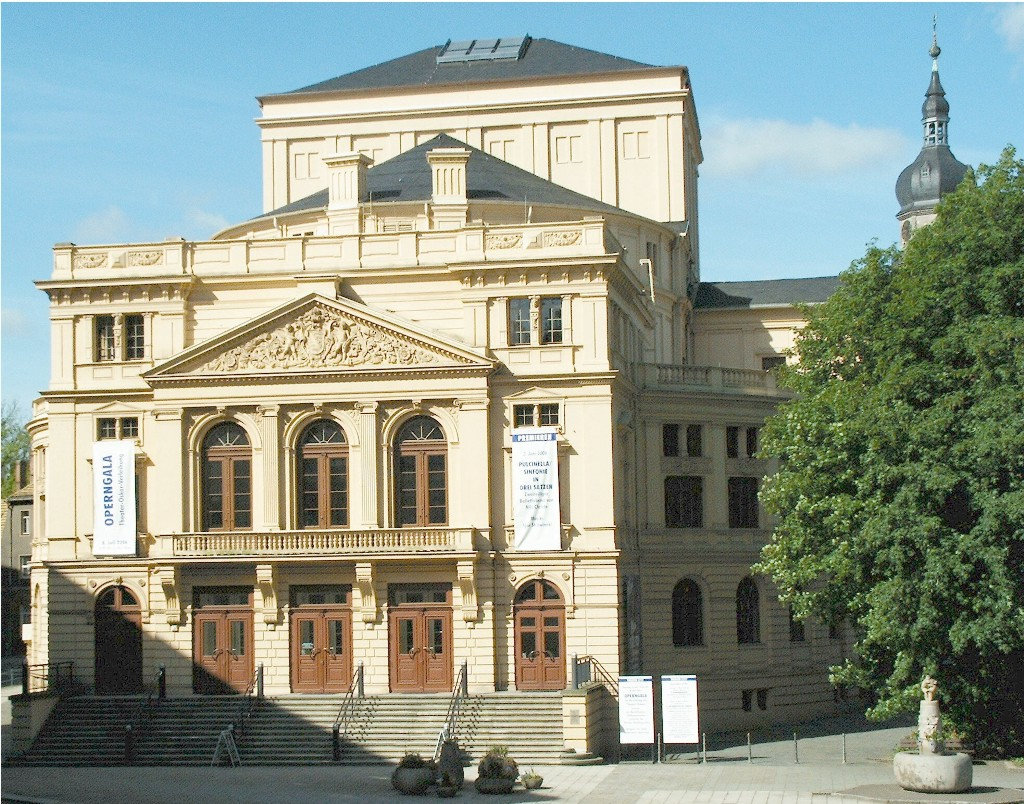
Landestheater

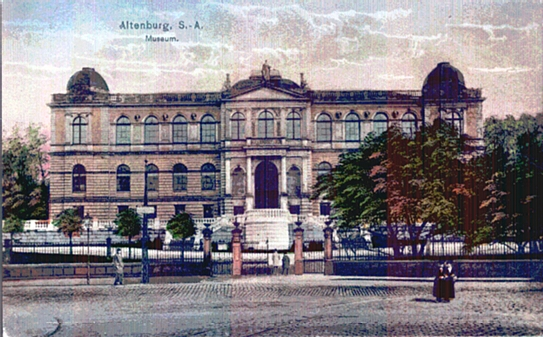
Lindenau-Museum, Postkarte von 1914

- Das Landestheater Altenburg wurde von 1869/70 im Stile der Neorenaissance gebaut und 1871 mit dem Freischütz von Carl Maria von Weber unter der Leitung von Wilhelm Stade eingeweiht. 1904/05 wurde es noch einmal umgebaut und bekam dadurch seinen markanten Vorbau. Die Kapazität des großen Saals beträgt 536 Plätze. Weitere Spielplätze sind das Theater unterm Dach und das Heizhaus. Das Theater Altenburg fusionierte 1996 mit den Bühnen der Stadt Gera zum Theater Altenburg-Gera. Dieses wurde 2006 in Theater & Philharmonie Thüringen umbenannt. Der Altenburger Teil heißt wieder Landestheater Altenburg.
- Das Residenzschloss präsentiert die Ausstellungsbereiche „Herzogliche Gemächer 19./20. Jahrhundert“, „Herzogliche Gemächer 17./18. Jahrhundert“ und die – in den baulichen Anfängen aus der Spätgotik stammende – Schlosskirche mit der berühmten Trost-Orgel. Die Fürstengruft befindet sich derzeit in der Restaurierung. Mit Führung zugänglich sind neben der Schlosskirche auch die Festsäle. Für Veranstaltungen werden im Schlosspark die Orangerie und das Teehaus vermietet.
- Ebenso im Residenzschloss befindet sich das Spielkartenmuseum. Die Sammlung besteht aus einer Vielzahl unterschiedlicher Spielkarten aus aller Welt und verschiedenen Jahrhunderten. Die zu dem Spielkartenmuseum gehörige Kartenmacher-Werkstatt gibt in Workshops Kindern und Erwachsenen die Möglichkeit, historische und moderne Druckverfahren zu erproben.
- Die Roten Spitzen, die im 12. Jahrhundert auf Betreiben Kaiser Barbarossas als Augustiner-Chorherren-Stift entstanden, sind mit Grabungsfeldern und Ausstellungsbereich in den Monaten Mai bis Oktober zu besichtigen.[24] Sie sind eines der frühen Beispiele romanischer Backsteinarchitektur nördlich der Alpen.
- Das Lindenau-Museum beherbergt die größte Sammlung frühitalienischer Tafelbildmalerei nördlich der Alpen. Es wurde in das im Jahre 2001 erschienene Blaubuch aufgenommen und gehört somit zu den 20 bedeutsamen Kultureinrichtungen in Ostdeutschland.
- Das historische Naturkundemuseum Mauritianum zeigt u. a. das weltweit größte Exemplar eines Rattenkönigs.
- Das Brauereimuseum wird von der Altenburger Brauerei betrieben.
- Träger des Schnapsmuseums ist die Altenburger Destillerie- und Liqueurfabrik.
- Ein historischer Friseursalon liegt an der Pauritzer Straße unweit des Brühls. Das erhaltene Inventar aus den 1920er Jahren wurde nach seiner Schließung 1966 erst 2001 wiederentdeckt.[25] Die Räumlichkeit wurde saniert, 2009 eröffnet und kann seit 2010 regelmäßig besichtigt werden. Bemerkenswert ist außerdem eine Bohlenstube im Obergeschoss, die vormals aus einem anderen Gebäude stammte.
- Das Mordmuseum wurde inzwischen wieder geschlossen und zum Labyrinthehaus umgebaut. Das Themen- und Kulissenlabyrinth im Gebäude befindet sich in der 1845 erbauten Herzog-Joseph-Kaserne.
- Ein Gewerbemuseum in der Alten Fabrik, in der sich auch der Firmensitz der Gumpert Sportwagenmanufaktur befand, existierte bis 2010. Die Stadt wollte den Standort nicht finanzieren und so sucht der entsprechende Verein eine neue Ausstellungsfläche.

### Bauwerke

#### Stadtbild
Seit der Wende wurden in Altenburg viele Häuser sorgfältig saniert. Daneben wurden, auch unterstützt durch das Bundesprogramm Stadtumbau Ost, zahlreiche Plattenbauten, aber auch wertvolle Bausubstanz abgerissen. Darunter befinden sich teilweise Barock- und Renaissancegebäude, an deren Stelle dann Baulücken oder einfach gehaltene Neubauten treten. Besonders umstritten ist der 2011 erfolgte Abriss des „Areals am Markt“, fünf Gebäude mitsamt einem wertvollen Barockhaus von 1753 westlich des bis dahin intakten Marktplatzes.

#### Schloss
Das Schloss Altenburg erhebt sich am Rande der Altstadt auf einem Porphyrfelsen. Heute zeigt sich das Gebäude weitgehend im Zustand des 18. Jahrhunderts. Die benachbarte Altenburger Schlosskirche wurde in ihrem ursprünglichen Erscheinungsbild aus dem 15. Jahrhundert bewahrt.

#### Marktplätze
Altenburg hat fünf mittelalterliche Marktplätze, den Brühl, den Markt, Korn- und Topfmarkt, die aneinander grenzen, sowie den Roßplan.

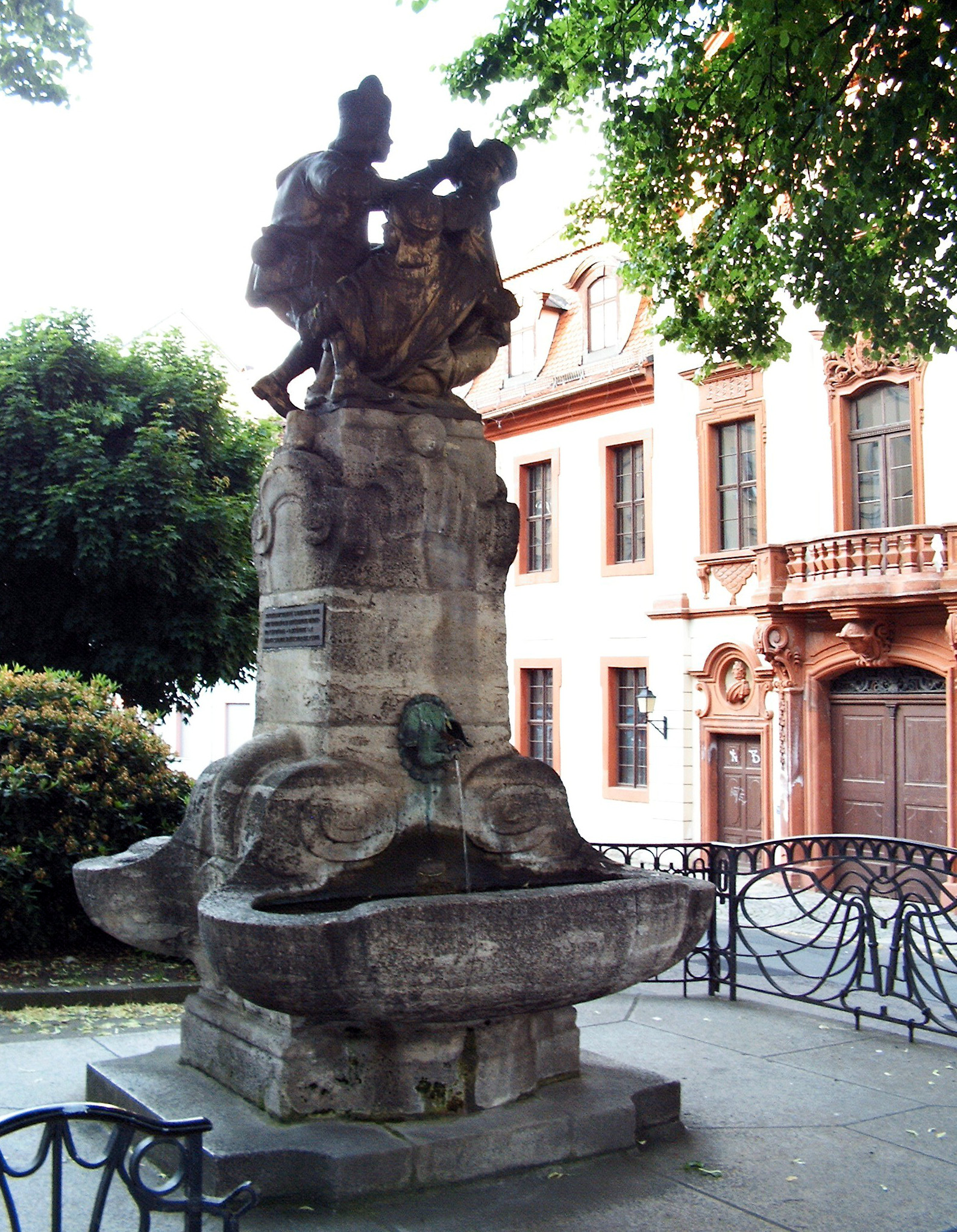
Skatbrunnen mit Seckendorffschem Palais im Hintergrund

- Der Brühl ist der älteste Marktplatz in Altenburg.
  - Auf dem Platz steht der Skatbrunnen, das einzige bekannte Denkmal für ein Kartenspiel. Er geht zurück auf eine Stiftung von Albert Steudemann im Jahr 1897. Nach einem Wettbewerb um Entwürfe für den Brunnen im Jahr 1902[29][30] wurde der Entwurf des Münchner Bildhauers Ernst Pfeifer (1862–1948) ausgeführt. Die Brunnenplastik zeigt auf dem Sockel kämpfende Wenzel. Viele Skatspieler kommen zu dem Brunnen, um ihre Karten im Wasser zu taufen, was dem Spieler Glück bringen soll. Im Jahr 1942 wurde die Bronze-Plastik als Metallspende des deutschen Volkes eingeschmolzen. Der Neuguss in Leichtmetall-Legierung nach erhaltenem Gipsmodell erfolgte 1955 durch die Gießerei Pirner & Franz in Dresden.
  - Am Brühl steht das 1724 erbaute Seckendorffsche Palais. Das Relief aus Porphyr im Giebeldreieck zeigt Kanonen, Kugeln und Kesselpauken, was auf Generalfeldmarschall Reichsgraf Friedrich Heinrich von Seckendorff hinweist. Der berühmteste Bewohner des Hauses war Friedrich Arnold Brockhaus, der von 1810 bis 1817 in Altenburg tätig war und dort den Grundstein für seinen Verlag legte. Heute werden die Räume vom Theater genutzt.
- Das Altenburger Rathaus steht in der Mitte der Südseite des Marktplatzes. Es wurde zwischen 1562 und 1564 von Nikolaus Gromann im Renaissancestil gebaut. Der Bau war so teuer, dass noch 1593 nicht alle Darlehen zurückgezahlt waren. In dem Ratssaal mit seiner prächtig bemalten Balkendecke und dem großen Kamin tagt noch der Stadtrat, wochentags ist er auch für Besucher zugänglich. Reich verziert ist auch die Fassade des Rathauses. Der achteckige Rathausturm besitzt eine Monduhr, die die genaue Mondphase anzeigt.
- Kornmarkt und Topfmarkt erstrecken sich parallel zum Markt in Ost-West-Richtung, einen Häuserblock weiter südlich. Heute dienen sie im Wesentlichen als Automobilparkplatz.
- Der Roßplan war ein Viehmarkt, auf dem unter anderem die reichen Bauern des Altenburger Landes Pferde kauften. Er erhielt in den 1990er Jahren ein neues Aussehen durch Neubebauung und eine Tiefgarage. Am südlichen oberen Abschluss des Platzes befindet sich das ehemalige Casino.

#### Kirchen
- Die St. Bartholomäi ist die älteste Kirche in Altenburg; um 1125 wurde an der Stelle eine romanische Saalkirche gebaut, von der noch die Krypta und die tonnengewölbte Unterkirche vorhanden sind. Während des Angriffs der Hussiten auf Altenburg brannte die Kirche mit Ausnahme der beiden Türme nieder. Ende des 15. Jahrhunderts baute man eine spätgotische Hallenkirche an die Türme an. Im Jahr 1659 stürzte einer der beiden Türme ein. Der andere wurde abgerissen und durch den 1668 gebauten Kirchturm ersetzt. In ihm befindet sich eine Wohnung für einen Türmer. Die heutige, von Friedrich Ladegast gebaute Orgel der Kirche stammt von 1881.
- Die Roten Spitzen sind Altenburgs Wahrzeichen. Sie gehörten einst zur Marienkirche des Augustinerklosters Unser Lieben Frauen auf dem Berge vor Altenburg, das nur kurz Bergkloster genannt wurde. Es wurde von Friedrich I. Barbarossa gestiftet und aus Backstein errichtet, so wie es zu der Zeit in Italien üblich war. Mitte des 16. Jahrhunderts wurde das Kloster aufgelöst. Ein paar Jahre nach der Auflösung stürzte das Hauptschiff der Kirche ein. 1570 wurden die spitzen Türme gedeckt. Durch einen Blitzschlag brannte einer der Türme aus. Daraufhin erhielt er 1618 seine heutige barocke runde Form. 1871/1872 wurden die beiden Türme renoviert. Der Baumeister Friedrich Sprenger entfernte dabei nachträgliche Um- und Anbauten, so dass sie wieder ihre ursprüngliche Gestalt erhielten.
- Die Brüderkirche wurde von 1902 bis 1905 von dem Architekten Jürgen Kröger unter Verwendung von Neoromanik-, Neogotik- und Jugendstil-Elementen gebaut. Der Name „Brüderkirche“ geht auf die Franziskaner (lateinisch: fratres minores, „Minderbrüder“) zurück, die dort im 13. Jahrhundert ein Kloster errichtet hatten. In der Reformation wurde das Kloster 1529 aufgelöst. 1901 wurde die Kirche abgerissen, wobei alte Grabsteine aus ihrem Inneren an die Kirchhofmauer versetzt wurden. Die heute noch vollständige Innenausmalung und das große Mosaikbild mit der Bergpredigt schuf der Kirchenmaler Otto Berg. Die Fenster der Orgelempore zeigen den schwedischen König Gustav Adolf II., Martin Luther, Johann Sebastian Bach und Paul Gerhardt.
- Der Nikolaikirchturm auf dem mittelalterlichen Nikolaikirchhof ist ein Überbleibsel der Nikolaikirche. Sie wurde 1223 erstmals urkundlich erwähnt, jedoch ist nicht genau bekannt, wann sie gebaut wurde. Die Kirche stand an der höchsten Stelle des alten Stadtgebietes. In ihr befanden sich bis zur Reformation ein Hochaltar und sechs Nebenaltäre. 1528 wurde sie wegen Einsturzgefahr geschlossen und später abgerissen. Der Turm blieb stehen und diente der alten Brüderkirche als Glockenturm. Das heutige Aussehen bekam der 45 Meter hohe Turm, der bestiegen werden kann, im Jahr 1609.
- Herzogin-Agnes-Gedächtniskirche,
- Gnadenkapelle,
- Die Kirche Erscheinung des Herrn,
- Gottesackerkirche Zur Auferstehung Christi,
- Magdalenenstift

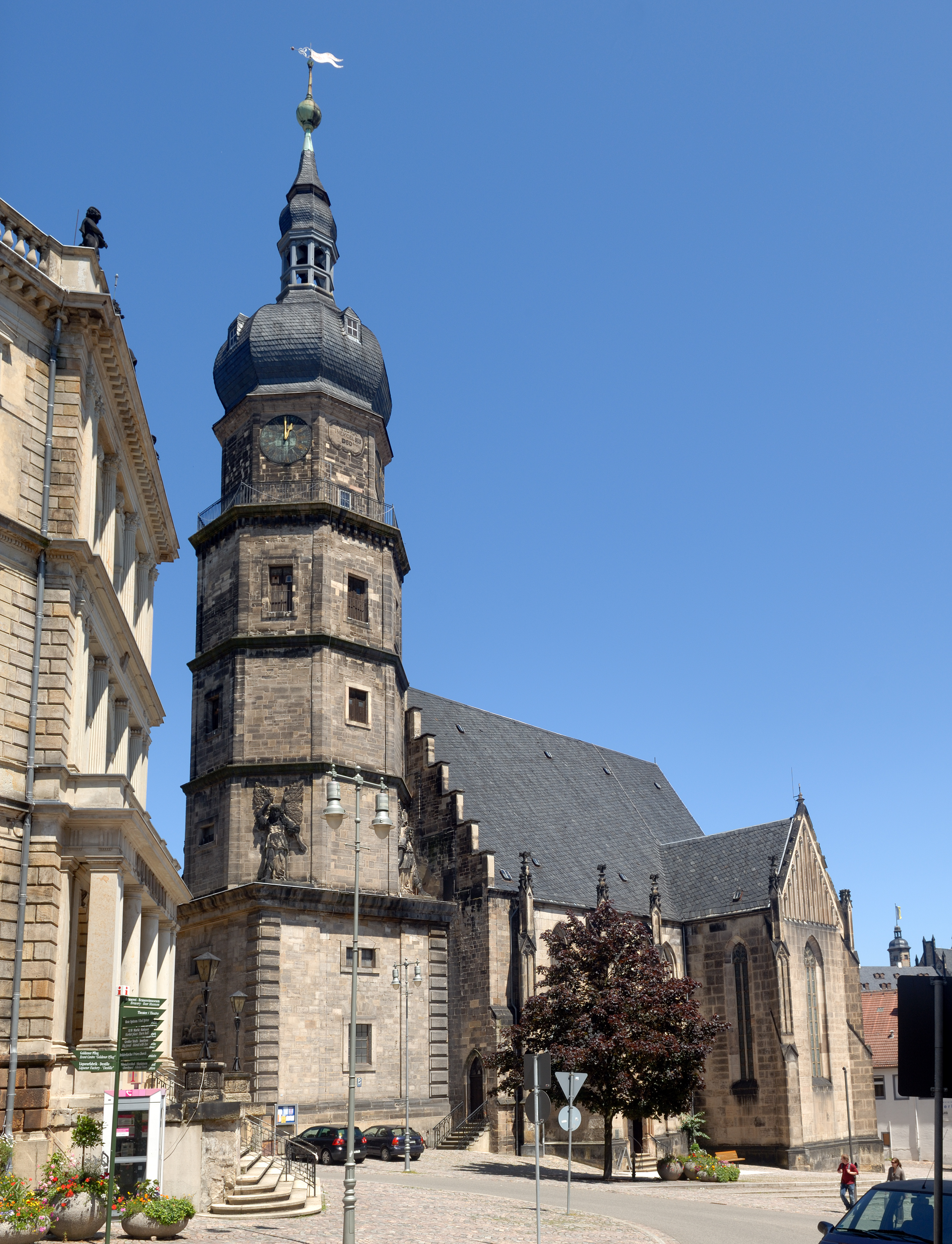
St.-Bartholomäi-Kirche
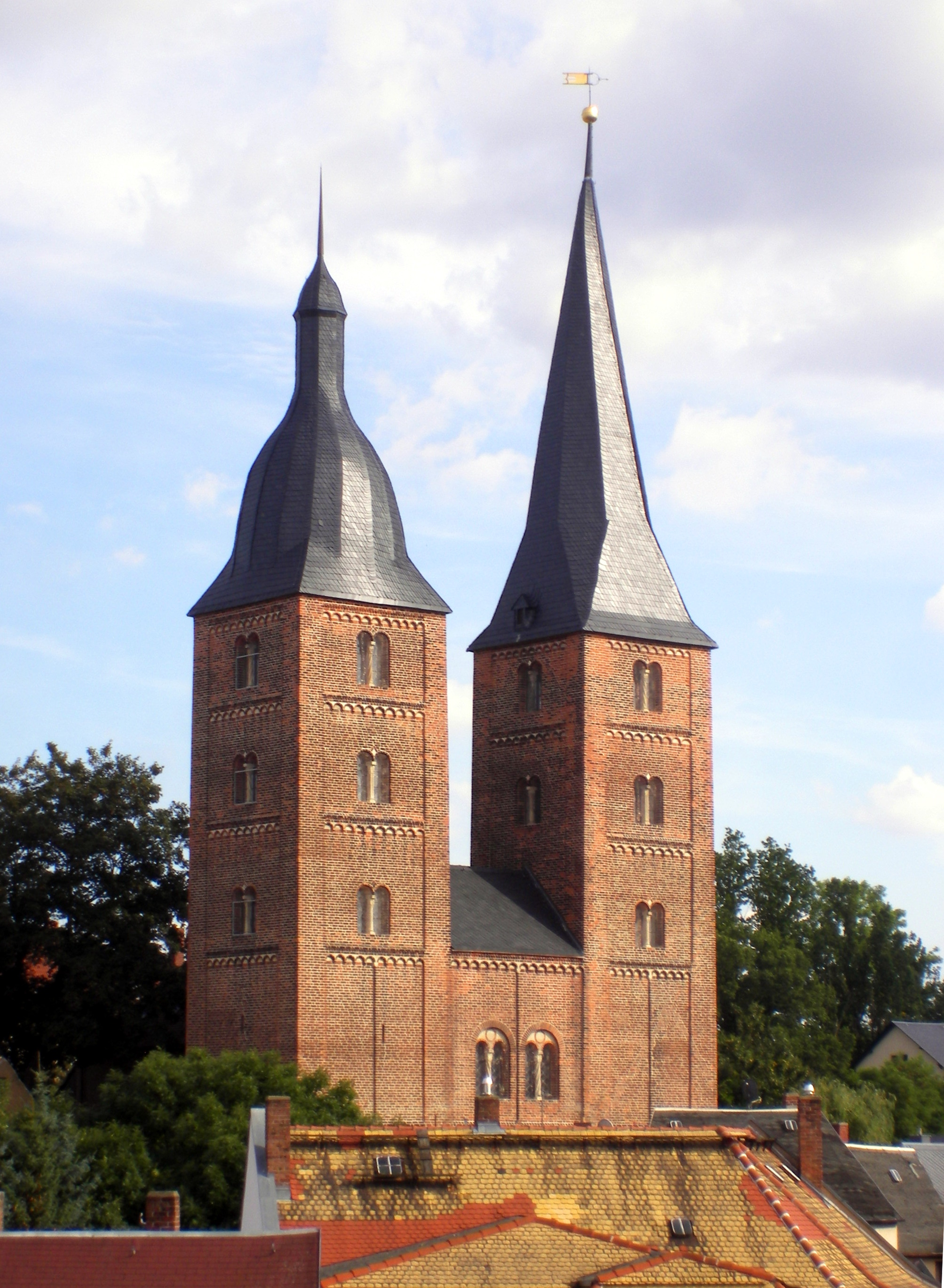
„Rote Spitzen“, die Backsteintürme des Chorherrenstiftes
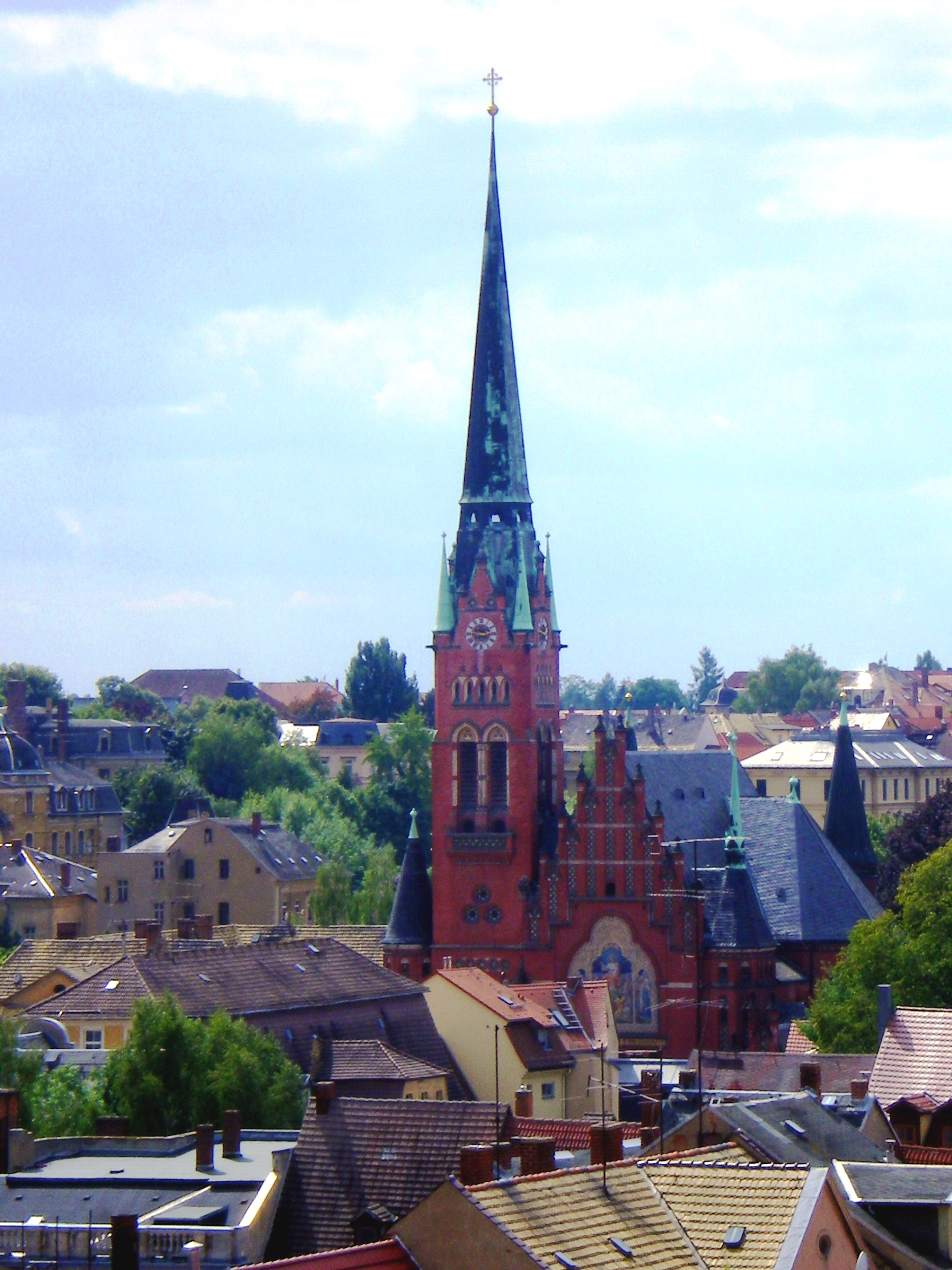
Brüderkirche
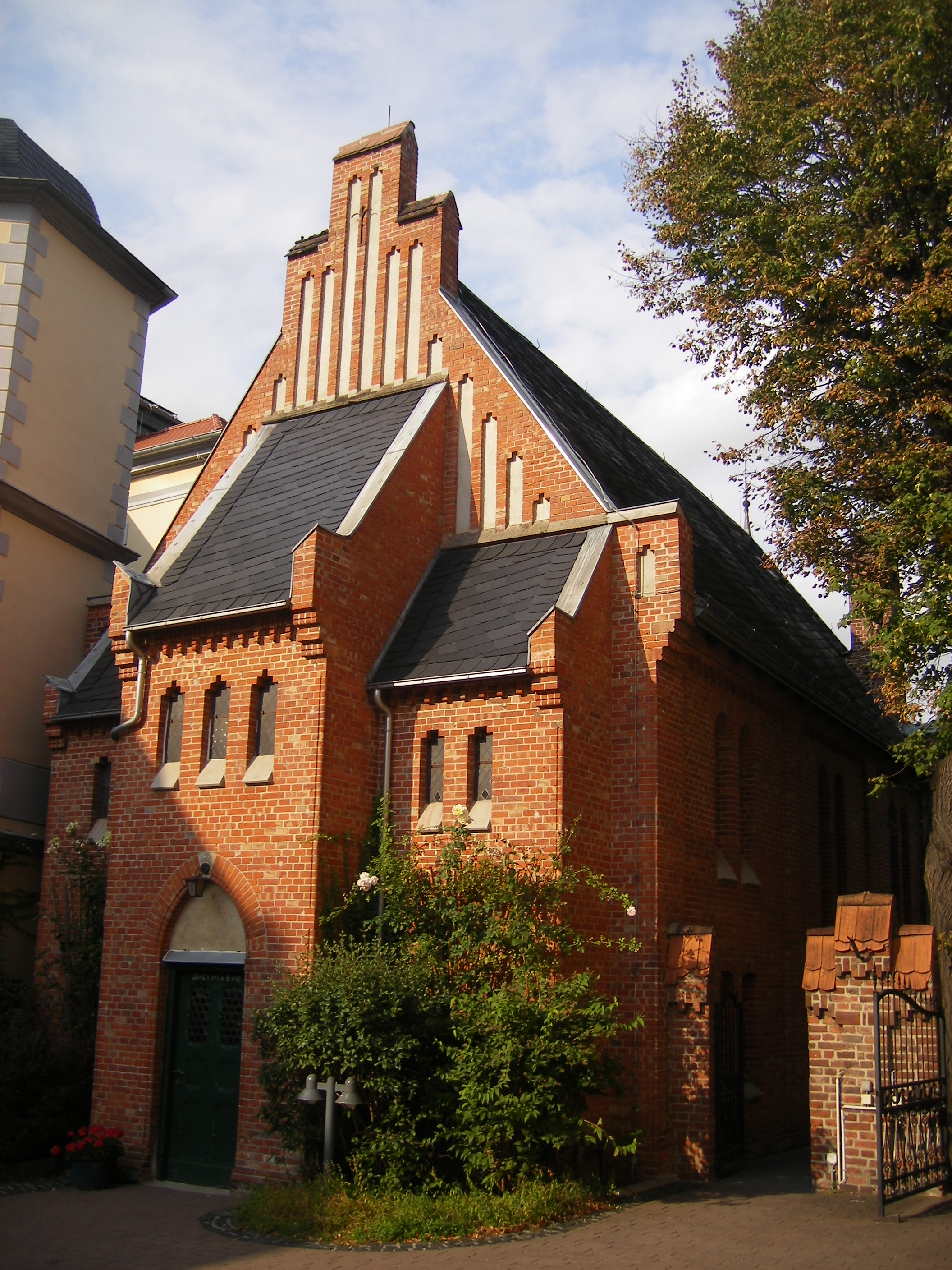
Stiftskirche Magdalenenstift

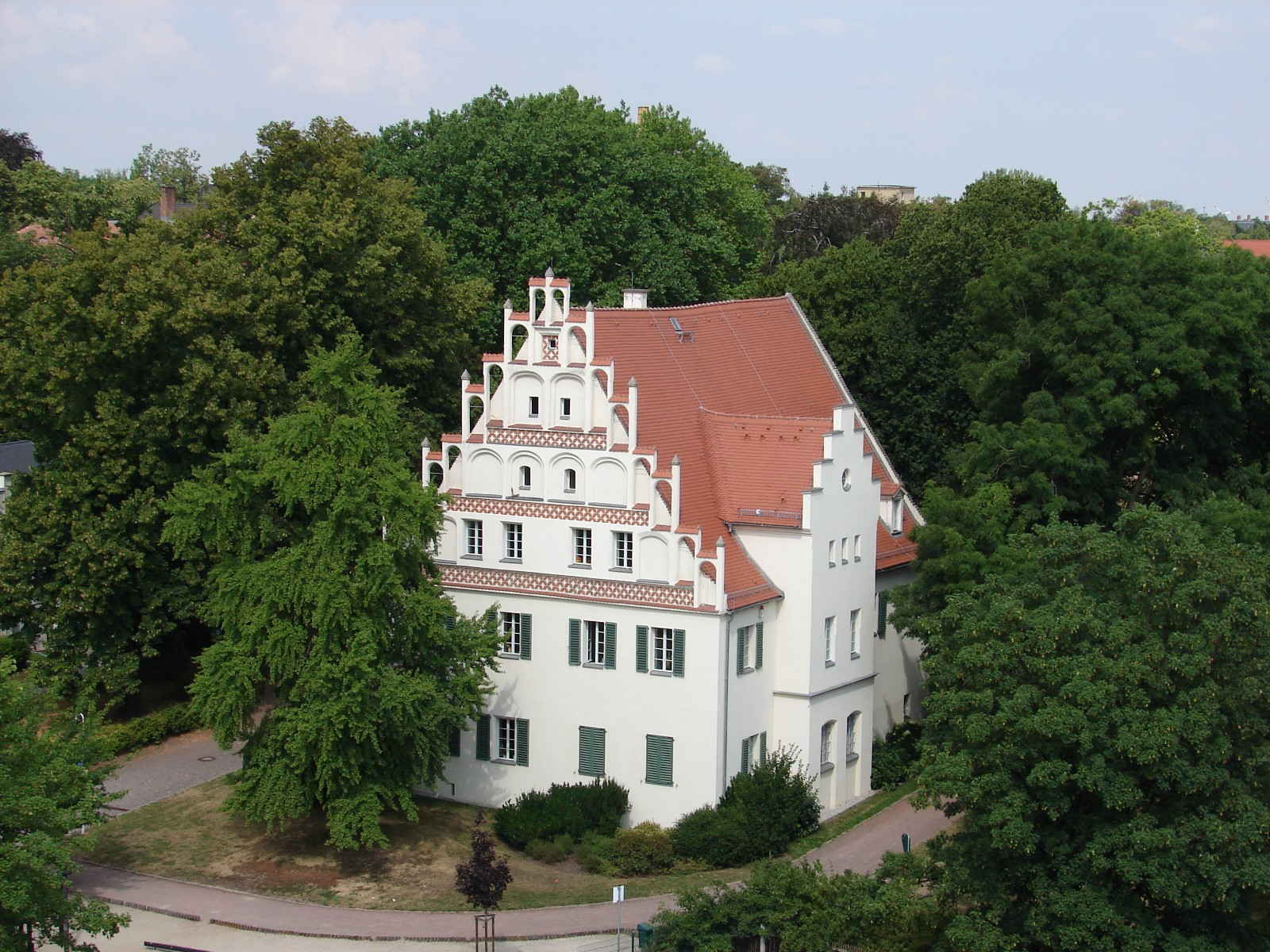
Pohlhof

#### Adelshöfe
- Der Pohlhof ist ein mittelalterlicher Freihof. Das Hauptgebäude, in dem Bernhard August von Lindenau wohnte, wurde wahrscheinlich schon um 1400 gebaut. Ein weiteres Gebäude, in dem Lindenau seine Sammlung ausstellte, wurde 1876 nach der Eröffnung des Lindenau-Museums abgerissen. Besonders auffallend am Hauptgebäude ist der Südgiebel durch seinen geschmückten Renaissance-Treppengiebel. Heute befindet sich in dem Hauptgebäude das Altenburger Standesamt.

- Der Freihof Frauenfels ist ein ehemaliger Freihof. Das Gebäude wurde vom kurfürstlichen Kanzler Melchior von Ossa in den Jahren 1542 bis 1551 gebaut. Die Bedeutung des Ritterguts sank in den nächsten Jahrzehnten, das führte zu einem häufigen Besitzerwechsel. Ende des 18. Jahrhunderts erwarb die herzogliche Kammer das Gut. 1875 kaufte es die Stadt und richtete dort eine Schule ein.

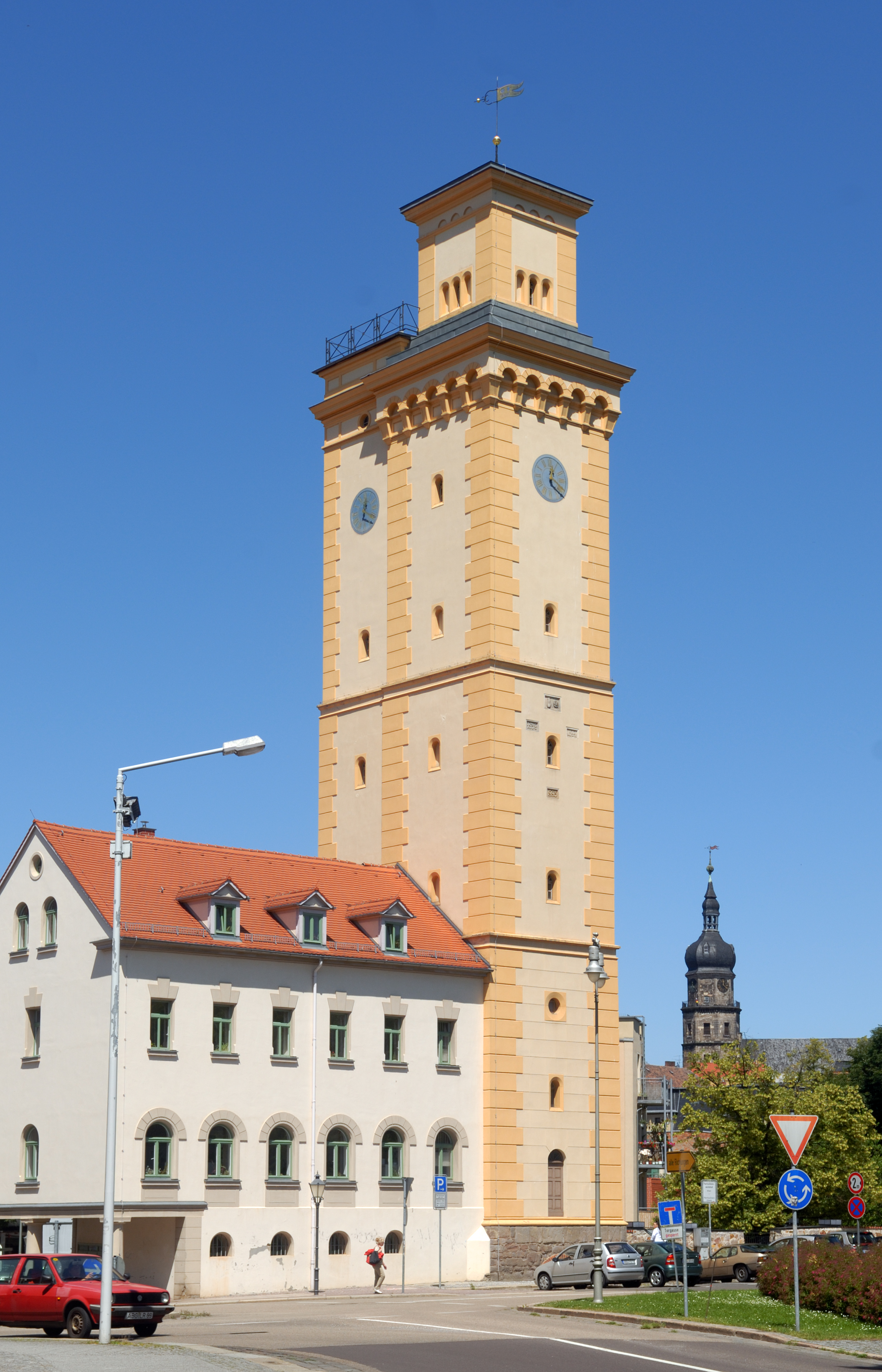
Kunstturm, im Hintergrund St. Bartholomäi

#### Verwaltungs-, Gewerbe-, Verkehrs- und andere Bauten
- Das Landratsamt, das 1895 erbaut wurde, ist Sitz des Landkreises und zeigt gelegentlich Sonderausstellungen.
- Der Kunstturm, der 1844/1845 im Stile eines italienischen Campanile errichtet wurde, diente bis 1878 der Wasserversorgung der Stadt.
- Das Gebäude der Landesbank in der Burgstraße wurde 1865 fertiggestellt. Für den Bau wurde das Haus abgebrochen, in dem der Theologe und Reformator Georg Spalatin gewohnt hatte. Architektonisch hebt sich das Gebäude stark von seiner Umgebung ab. Bemerkenswert sind die allegorischen Figuren auf dem Dach, wie die Saxonia.
- Die Paul-Gustavus-Haus ist ein 1904–1905 erbautes städtisches Wohn- und Geschäftshaus mit Jugendstil-Anklängen an der Wallstraße, direkt an der Stadtmauer. Es stand jahrelang leer, so dass sich 2009 der Förderverein Zukunftswerkstatt Paul-Gustavus-Haus Altenburg e. V. gründete, der das architektonische Kleinod restaurieren und einer dauerhaften öffentlichen Nutzung zuführen möchte. Zum Tag des offenen Denkmals 2010 war das Gebäude erstmals wieder für Besucher zugänglich. Jeden Sonntag ab 14 Uhr öffnet das Lesecafé seine Pforten.
- Das 1881–1882 errichtete Reichenbach’sche Stadtpalais am Weibermarkt (nicht zu verwechseln mit dem Reichenbach’schen Palais von 1749, Moritzstraße 6) wurde bis 2019 saniert und sollte danach ein Kunst- und Kreativzentrum beherbergen. Das Bauwerk mit repräsentativem Treppenhaus und Sälen war zu Beginn des 20. Jahrhunderts das Haus der Landwirtschaft und diente zu DDR-Zeiten als Haus der Pioniere. Bis 2003 nutzte es der Landkreis als Kinder- und Jugendcenter, seitdem steht es leer und wurde nur temporär genutzt.
- Das jetzige Bahnhofsgebäude wurde 1879 errichtet und besitzt eine repräsentative Eingangshalle mit dem Denkmal des grünen Wenzel, also der Skatkarte des grünen Buben. Auf dem Bahnsteig steht seit 1935 mit dem Malcher ein Denkmal für die Altenburger Bauern. Der ehemalige Kopfbahnhof der 1842 eröffneten Bahnlinie steht an der Fabrikstraße und ist in einem sanierungsbedürftigen Zustand.
- Die Straßenzüge der Wettiner- und der Lindenaustraße weisen eine Vielzahl von repräsentativen Villen auf. Die Wettinerstraße ist die Achse zwischen Bahnhof und Lindenaumuseum, die Lindenaustraße führt an der nördlichen Stadtmauer entlang.
- Wasserturm Altenburg-Südost

### Parks

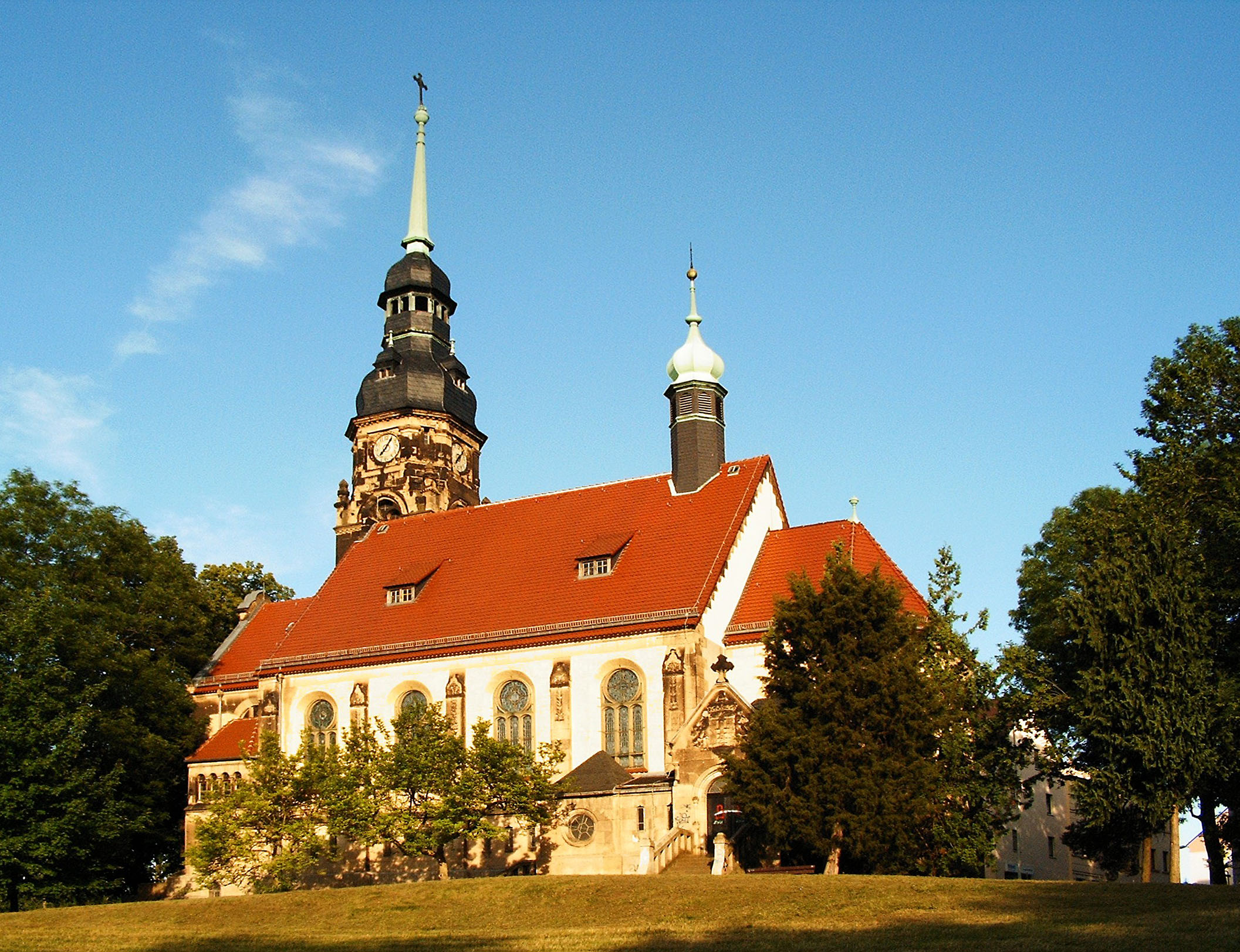
Herzogin-Agnes-Gedächtniskirche

Der östlich an das Schloss angrenzende Schlosspark wurde gegen Ende des 16. Jahrhunderts angelegt und hat alle Moden im Bereich Gartengestaltung mitgemacht, angefangen von italienischer über französische und englische bis hin zur sozialistischen Gestaltung. Der Park erstreckt sich fast über den gesamten Schlossberg. Den Park bereichern kulturell bedeutende Gebäude, z. B. die Museen Mauritianium und Lindenau-Museum.
Ebenfalls im Park befindet sich die Herzogin-Agnes-Gedächtniskirche. Am 28. April 1906 wurde die von Ernst I. gestiftete Kirche geweiht. Im Eingangsbereich der im Jugendstil gebauten Kirche befindet sich rechts ein Relief von Herzogin Agnes und links Initialen ihres Gemahls, da er zu Lebzeiten kein Relief von sich haben wollte. Die Fenster besitzen eine prachtvolle Schmuckverglasung, besonders im Bereich des Haupteingangs. Der Kirchturm hat eine Höhe von 56 Metern.
Das barocke Teehaus mit der angrenzenden Orangerie entstand 1712. Aufgrund des Engagement eines Fördervereins gelang die Restaurierung und seit 2012 erstrahlt das historische Gebäude wieder in seinem barocken Glanz. In einem schlechten baulichen Zustand befindet sich der herzogliche Marstall, der in den Jahren 1846 bis 1851 entstand.

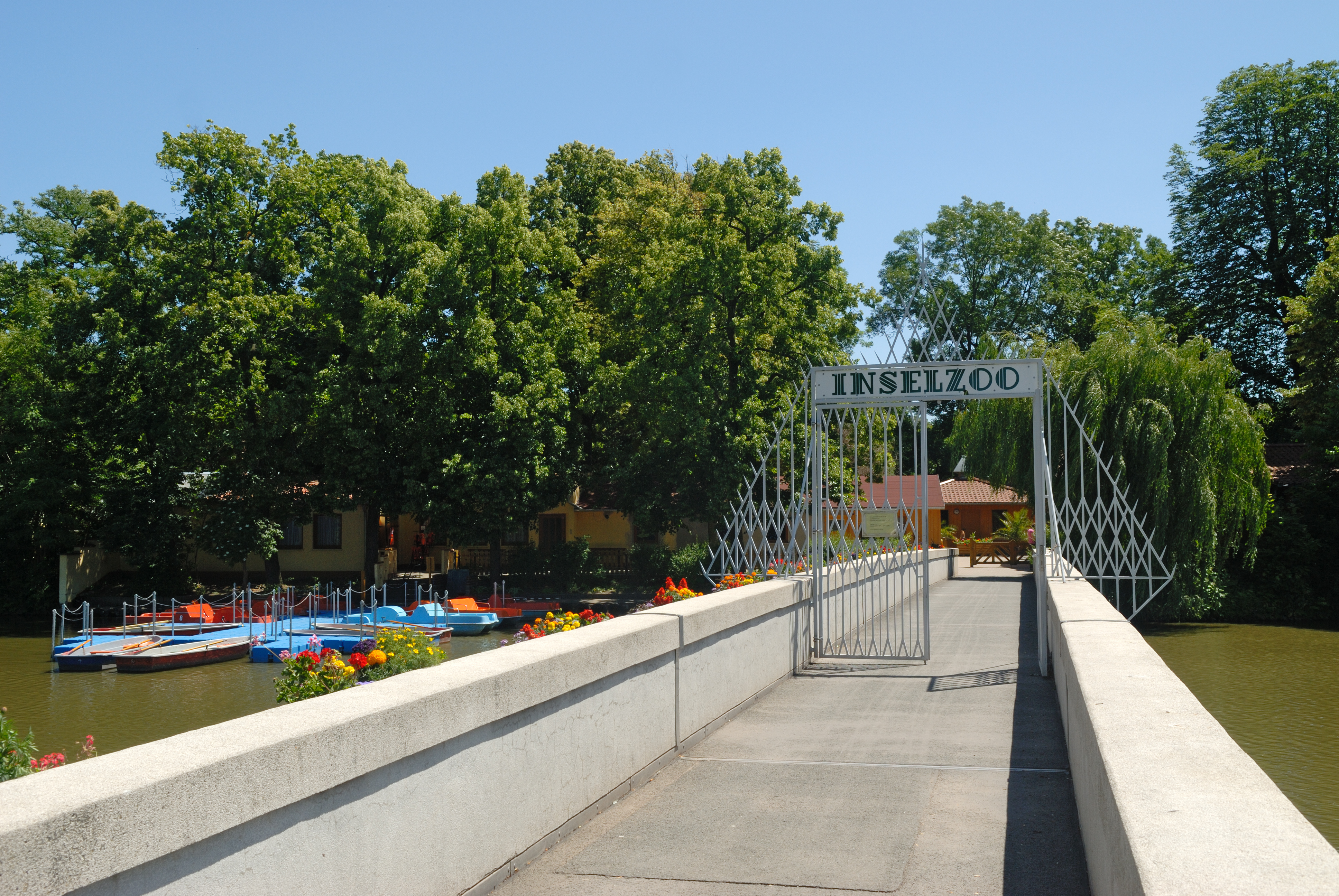
Zugang zum Inselzoo

An der südlichen Grenze des Stadtzentrums befindet sich der Große Teich. Er entstand zusammen mit dem Kleinen Teich im 12. Jahrhundert durch die Aufstauung der Blauen Flut. Bei der Entstehung bildeten beide Teiche ein gemeinsames Gewässer. Erst 1594 wurde ein Damm aufgeschüttet, der den Kleinen vom Großen Teich trennte. Der Große Teich umfasst eine Fläche von ca. 10 Hektar, er wurde und wird wieder zur Fischzucht genutzt. Die Insel in der Mitte des Großen Teiches wurde erst 1720/21 angelegt und diente zur Erholung des Herzogs Friedrich II. Im 18. Jahrhundert verfielen die Anlagen auf der Insel, wurden aber 1762 wiederhergestellt. 1874 wurde die Insel für alle Bürger der Stadt zugänglich gemacht. Seit 1954 befindet sich dort der Inselzoo Altenburg.
1907 wurde der Herzog-Ernst-Wald-Verein gegründet, der sich zur Aufgabe gemacht hat, den Süden Altenburgs aufzuforsten. Der durch den Verein entstandene Stadtwald erstreckt sich vom Großen Teich bis zum Stadtteil Südost. Im Stadtwald befindet sich der 1915 errichtete Bismarckturm. Während der Zeit in der DDR besaß er den Namen „Turm der Jugend“. Der Turm ist 37 Meter hoch und ist den Türmen der Stadtmauer nachempfunden.
Neben den großen Erholungsgebieten gibt es auch eine Vielzahl von kleinen Parks sowie einen botanischen Garten im Stadtgebiet. Ein Kleinod ist der 1997 sanierte Märchenbrunnen auf der Hellwiese.

### Naturdenkmale
In Altenburg gibt es zwei Naturdenkmäler. Dabei handelt es sich zum Ersten um Linden, die an der Münsaer Straße entlang stehen. Im Mai 2007 verloren die Linden in der Leipziger Straße und in der Geraer Straße aufgrund der in den vorangehenden Jahren dezimierten Bestände den Status. Insgesamt gibt es ca. 100 Alt-Linden mit einem Stammumfang von jeweils über 150 Zentimetern. Entlang der drei Straßen befinden sich über 600 Laubbäume.
Das zweite Naturdenkmal sind die im ehemaligen Sandsteinbruch „Wolfenholz“ (an der Leipziger Straße im Norden von Altenburg) stehenden, ca. 240 bis 300 Zentimeter starken Stieleichen. Der Sandsteinbruch Wolfenholz ist zugleich ein geologisches Denkmal.

### Gedenkstätten

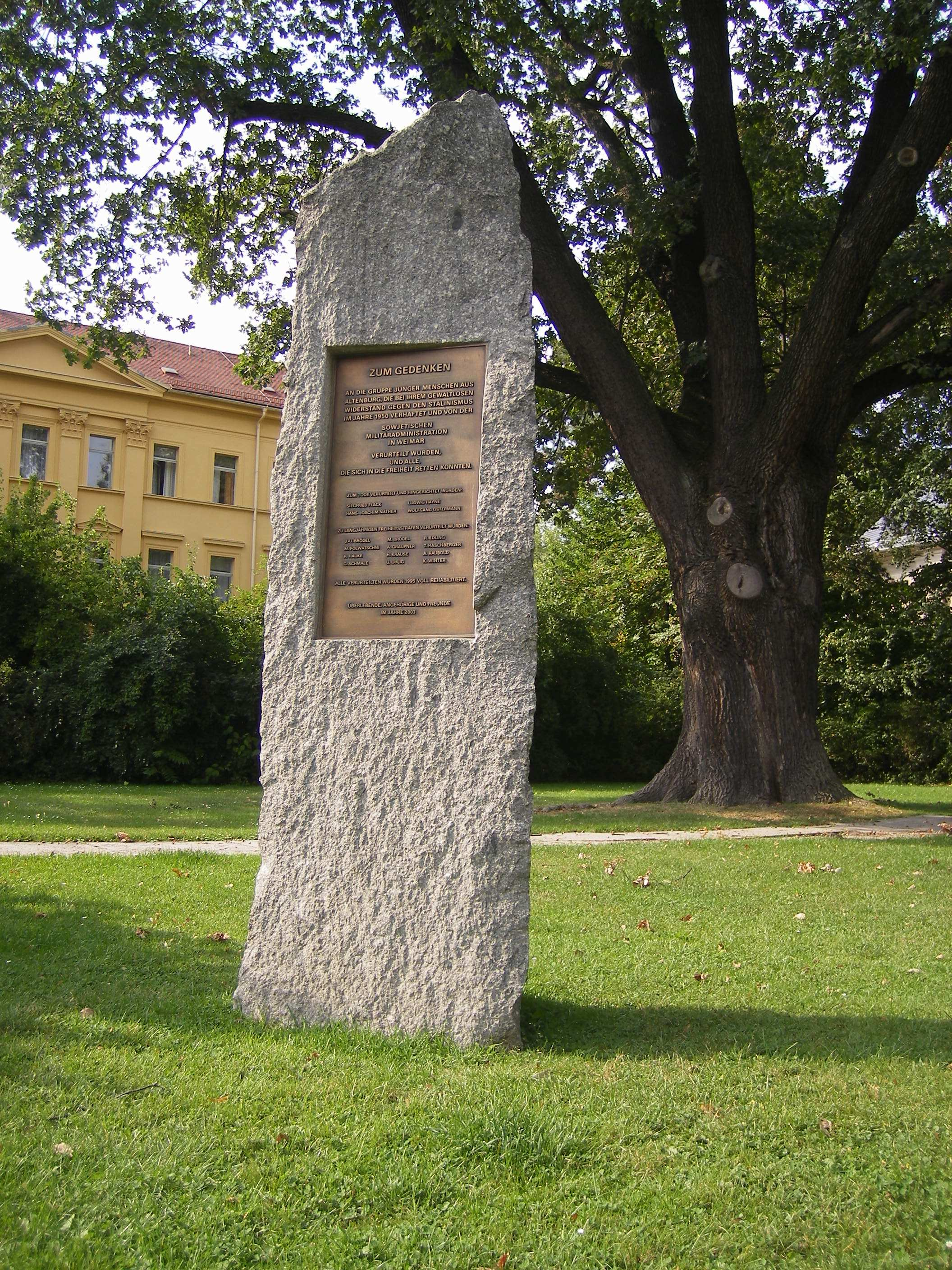
Denkmal auf dem Hospitalplatz für die Lehrer-Schüler-Widerstandsgruppe von 1949/50

Auf dem Hauptfriedhof hat die Stadt den Opfern des Faschismus Gedenkstätten gewidmet: Eine mehrfach gegliederte Gedenkstätte erinnert an die Opfer des Faschismus unterschiedlicher Herkunft und aus vielen Nationen. Ein Gedenkstein ist 147 Zwangsarbeitern gewidmet, die zu den 1000 Frauen und 2500 Männern gehörten, die für die Hugo Schneider AG (HASAG), in der Firma L. O. Dietrich Vesta Nähmaschinenwerke und den 'Nähmaschinenwerken Hermann Wolter AG Zwangsarbeit verrichten mussten. Daneben erinnert ein Gedenkstein an neun zu Tode gequälte sowjetische Kriegsgefangene. Ein anderer Gedenkstein aus dem Jahr 1972 erinnert an 72 polnische und tschechische Opfer von Zwangsarbeit. Weiterhin wird das Andenken an 99 Juden aus Altenburg auf einer Gedenktafel von 1998 in der Pauritzer Straße beim ehemaligen jüdischen Betsaal gewahrt. Zwei Stelen aus dem Jahr 2002 erinnern an ein Massengrab von über 250 Menschen verschiedener Länder und Religionen, die Opfer von „Tod durch Arbeit“ wurden. Als KZ-Häftlinge des Außenlagers Wille Tröglitz/Rehmsdorf bei Zeitz des KZ Buchenwald wurden sie von SS-Männern ermordet.
An die Lehrer-Schüler-Widerstandsgruppe von 1949/50, aus der vier Mitglieder hingerichtet und zwölf zu langjährigen Arbeitslagerstrafen verurteilt wurden, erinnert eine Gedenktafel („Zum Gedenken an die Opfer des Stalinismus. Verurteilt wurden: …“) im Foyer des heutigen Friedrich-Gymnasiums.
Aus gleichem Anlass wurde 2003 auf dem Hospitalplatz ein Gedenkstein errichtet. Beide Erinnerungszeichen gehen auf die Initiative der Ehemaligen und Freunde des Friedrich-Gymnasiums zu Altenburg e. V. zurück.

### Sport
Seit 2009 findet jährlich der Skatstadtmarathon statt. Gelaufen werden kann auf folgenden Strecken: Marathon, Halbmarathon, 13,3-km-Lauf, 3-km-Schülerlauf, 400-m-Kinderlauf, Nordic Walking/Walking 13,3 km, Nordic Walking/Walking Halbmarathon.
Der erfolgreichste Fußballverein in Altenburg ist der SV Motor Altenburg. Vorgängerverein war die 1908 gegründete Eintracht 08 Altenburg. 1946 wurde der Verein als SG Altenburg Nord neu gegründet und drei Jahre später in ZSG Altenburg umbenannt. Er spielte mehrere Jahre in der Oberliga, der höchsten Fußballliga in der DDR. Nach der Wende spielte der Verein in der Thüringenliga. 2000 stürzte er in eine Krise und stieg bis in die Bezirksklasse ab. Im Jahr 2006 gewann Motor den OTFB-Pokal und stieg wieder in die Landesklasse Ost auf. Der ehemalige Fußballspieler Perry Bräutigam spielte in der Jugend bei der BSG Motor Altenburg.
Der SV Lok Altenburg, der erst als Fußballverein für die Eisenbahner in Altenburg gegründet wurde, war mit der Abteilung Ringen schon immer einer der erfolgreichsten Vereine Altenburgs. 1956 begann man bei BSG Lokomotive Altenburg mit dem Ringkampf. Zehn Jahre später erfolgte eine Neugründung. Helmut Winter gewann 1967 Bronze bei der DDR-Meisterschaft. 1984 gelang dann dem Verein der Aufstieg in die DDR-Oberliga und schon zwei Jahre später wurde er DDR-Meister. Nach der Wende fand sich der Verein in der 2. Verbandsliga wieder. Es gelang ihm aber gleich 1991, in die 2. Bundesliga des DRB aufzusteigen. In den folgenden Jahren begann ein stetiger Auf- und Abstieg. Maria Müller gewann 2002 die deutsche Meisterschaft und wurde vierte bei der EM. 2006 gewann sie dann zum zweiten Mal die deutsche Meisterschaft. Bei den Ringer-Weltmeisterschaften 2006 in Guangzhou, VR China, erkämpfte sich Maria Müller die Bronzemedaille.
Auch das Tanzen hat in Altenburg eine lange Tradition. Mit der Tanzschule Schaller besitzt Altenburg eine der ältesten Tanzschulen Deutschlands. Sie wurde 1839 gegründet und befindet sich mittlerweile in der 4. Generation. Der zur Tanzschule gehörende Verein 1. TSC Schwarz-Gold Altenburg wurde am 8. Januar 1949 offiziell gegründet. Der Verein bestreitet seine Turniere mit dem A-Team in der Oberliga Hessen und mit dem B-Team in der Landesliga Hessen.
2021 bewarb sich die Stadt als Host Town für die Gestaltung eines viertägigen Programms für eine internationale Delegation der Special Olympics World Summer Games 2023 in Berlin. 2022 wurde sie als Gastgeberin für Special Olympics Kosovo ausgewählt. Damit wurde sie Teil des größten kommunalen Inklusionsprojekts in der Geschichte der Bundesrepublik mit mehr als 200 Host Towns.

### Freizeit- und Sportanlagen

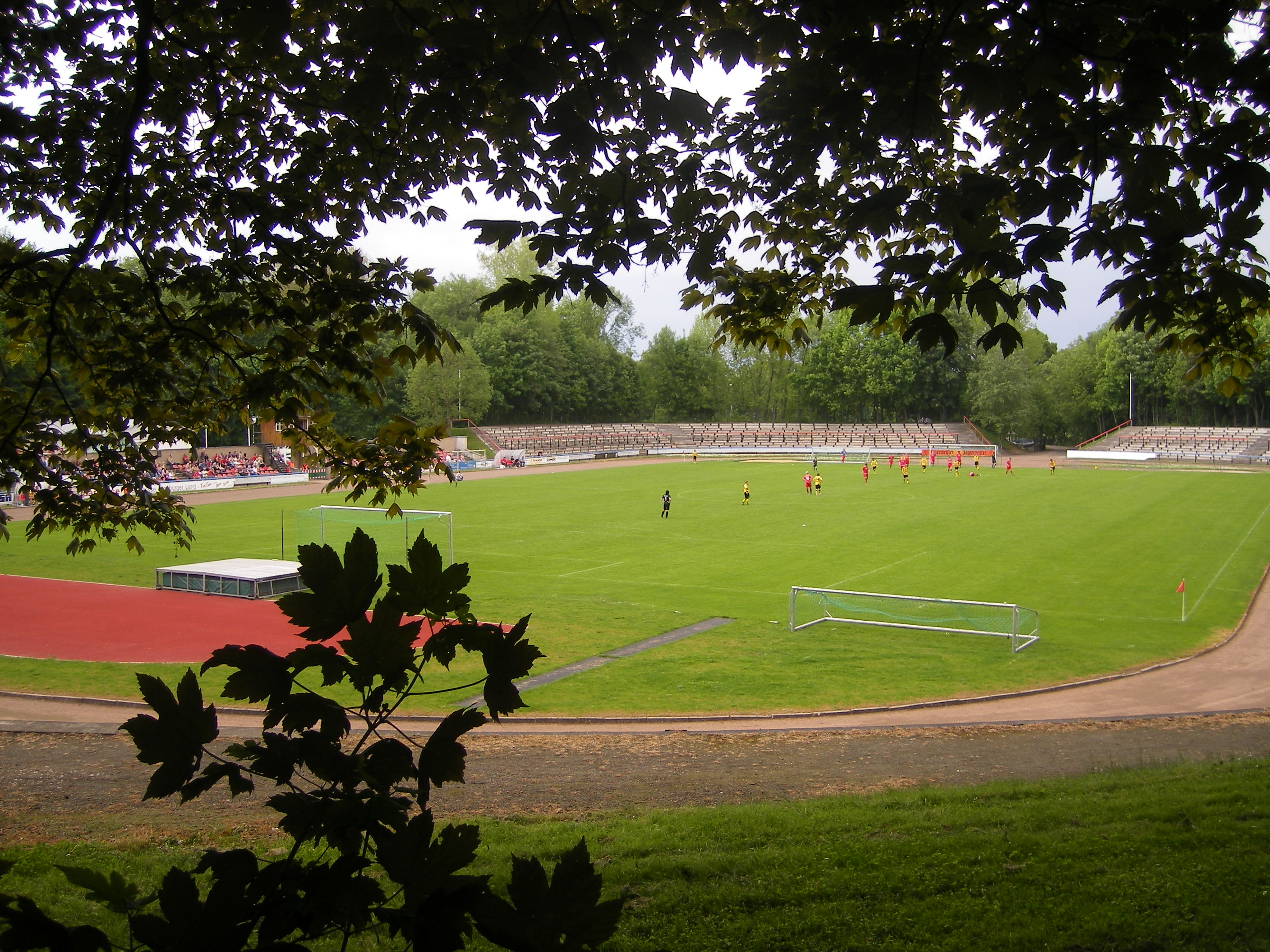
Skatbankarena

Der größte Sportplatz ist die Skatbank-Arena (bis 2009 Waldstadion). Sie ist die Heimspielstätte des Fußballvereins SV Motor Altenburg und mit ihrer Kapazität von 25.000 Zuschauern ist sie auch das größte Stadion Thüringens. Das Stadion wurde 1954 unter dem Namen Lenin-Stadion anlässlich des 3. Kreissport- und Kulturfestes eröffnet.
Lange Zeit nach der Wende musste die Stadt Altenburg ohne Festveranstaltungshalle auskommen. Erst durch die Fertigstellung des Goldenen Pfluges im Jahr 2003 bekam Altenburg wieder einen solchen Veranstaltungsort. Es handelt sich dabei um den dritten Bau des Goldenen Pfluges an selber Stelle. Die beiden vorhergehenden Gebäude stammten aus den 18. beziehungsweise ausgehenden 19. Jahrhundert. Beim Beschluss zum Neubau des Goldenen Pfluges wurde festgelegt, dass es nicht nur für Festveranstaltungen, sondern auch für Sportturniere genutzt werden sollte. Neben dem Goldenen Pflug besitzt die Stadt mit der Wenzel-Halle eine weitere Möglichkeit, Sportveranstaltungen auszutragen. Die Schwimmhalle befindet sich in der Nähe des Großen Teiches. Eine beliebte Strecke für Läufer ist der Weg um den Großen Teich oder durch den Stadtwald, wo auch ein Trimm-dich-Pfad errichtet ist.

### Altenburger Bauerntracht und Bauernreiten

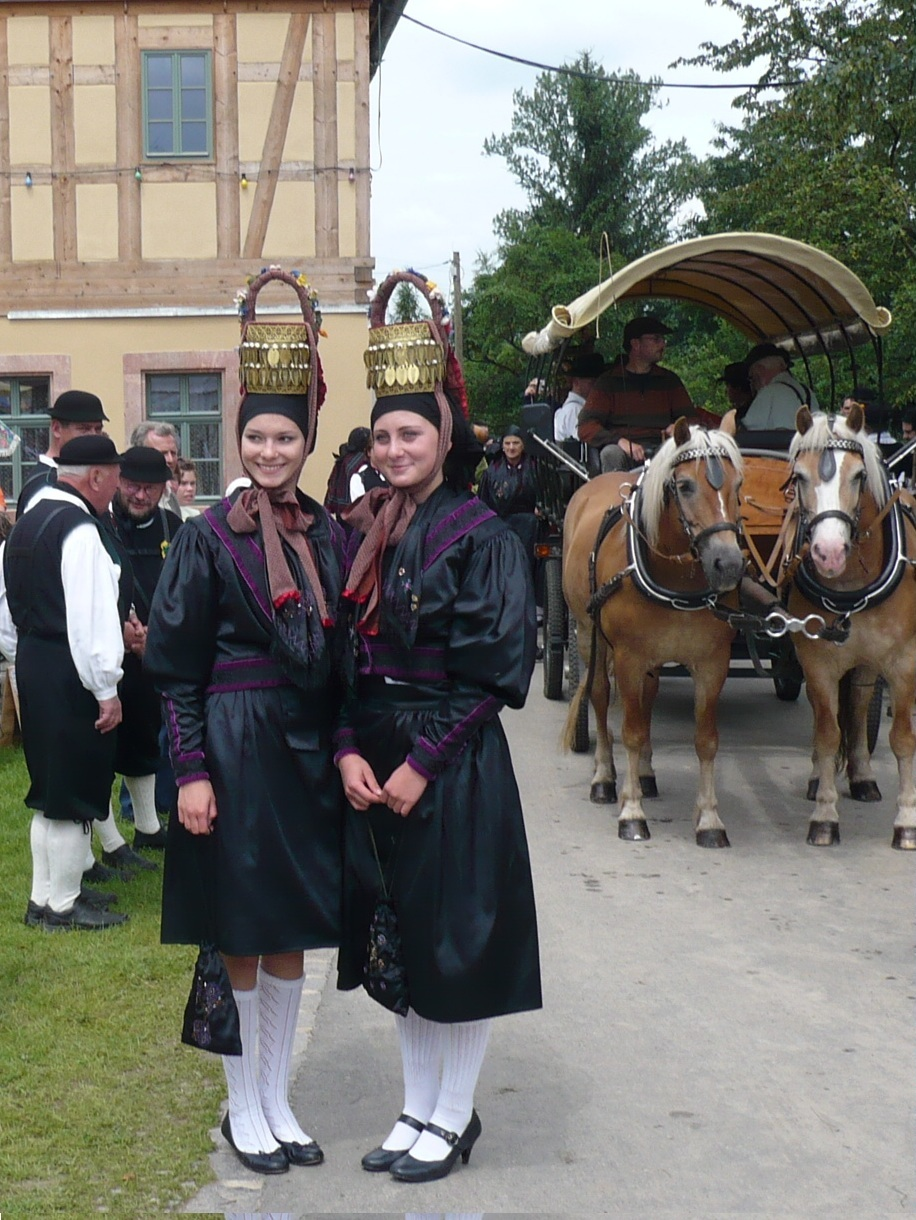
Hormetjungfern

Die Anfänge der Altenburger Bauerntracht, welche bis ins 17. Jahrhundert nahezu unverändert blieb, liegen im wendischen.
Aufgrund des Reichtums der Bauern war die Tracht sehr teuer gearbeitet. Sie entstand unter dem Einfluss der spanischen Kleidermode des 16. Jahrhunderts. Eine letzte kleine Modifizierung erhielt sie nach dem Dreißigjährigen Krieg. Lediglich die Frauentracht änderte sich um 1830, sie wurde allgemein dunkler. Die bekanntesten Trachten sind die Festtagstrachten, allerdings gab es genauso Trachten für den Alltag. Die Tracht wurde zur Tracht des Jahres 2011 gewählt.
Das Altenburger Bauernreiten ist eine weitere Besonderheit der Altenburger Bauern. Es handelt sich hierbei um einen Umzug der Bauern mit geschmückten Pferden, Kutschen und Blaskapellen. Diese Tradition kam Anfang des 19. Jahrhunderts auf und fand nur zu größeren Hoffestlichkeiten wie Hochzeiten, Feiern und Jubiläen statt, aber auch bei Besuchen hoher Persönlichkeiten wie Kaiser Wilhelms II. am 4. Mai 1890. Das erste durch Berichte überlieferte Bauernreiten fand anlässlich des Besuches des Herzogs August von Sachsen-Gotha-Altenburg am 25. September 1818 statt. Zwischen 1933 und 1995 wurden keine Bauernreiten durchgeführt. Auch die neueren Umzüge finden nur zu besonderen Anlässen statt, so zum Thüringentag oder dem Deutschen Trachtenfest. Das letzte Bauernreiten fand zum 200. Jubiläum im Oktober 2018 statt.

### Regelmäßige Veranstaltungen
In Altenburg finden jährlich verschiedene Feste statt, darunter im Mitte März die Frühlingsnacht in der Altenburger Innenstadt. Sie wurde von den Händlern im Stadtzentrum im Jahr 2001 initiiert. Die Geschäfte mit Veranstaltungen bleiben bis Mitternacht geöffnet. Zur Museumsnacht Anfang Juni können die öffentlichen Museen sowie sonst selten zugängliche Sehenswürdigkeiten besichtigt werden.
Die Kneipentour findet jeweils im Frühjahr und im Spätsommer statt. Bei der Veranstaltung, bei der in jeder teilnehmenden Kneipe eine Band spielt, und der Gast von Kneipe zur Kneipe zieht, erstreckte sich am Anfang auf das gesamte Stadtgebiet. In den letzten Jahren beschränkte sie sich aber immer mehr auf das Gebiet zwischen dem Pauritzer und Großen Teich. Das Park- und Teichfest findet gemeinsam mit dem Inselzoofest statt. Eine weitere Attraktion ist das Abfischen des Großen Teiches im Herbst. Am Freitag vor dem ersten Advent eröffnet jährlich der Altenburger Weihnachtsmarkt.
Zum alljährlich bundesweit stattfindenden Tag des offenen Denkmals öffnen Denkmaleigentümer ihre Gebäude für die Öffentlichkeit. Parallel findet die Kunst- und Kreativmesse des Landkreises im Marstall statt, ebenso wie das Eröffnungskonzert zum Denkmaltag am Freitag zuvor.
Von 2005 bis 2011 fand in Altenburg jährlich die von TPT inszenierte Aufführung des Prinzenraubes im Altenburger Residenzschloss, dem Originalschauplatz, statt. Sie entwickelte sich zu Ostthüringens größtem Open-Air-Spektakel mit mehr als 45.000 Besuchern. Ab 2013 sollten dann die Barbarossa-Festspiele aufgeführt werden und ab 2017 möglicherweise die Lutherfestspiele. Im Vorfeld stand die Frage nach dem Spielort, man entschied sich aufgrund der Anwohnerbelästigung gegen die Roten Spitzen als Originalschauplatz und wieder für den Schlosshof im Residenzschloss, zwischenzeitlich standen Schlosspark an Orangerie und Teehaus sowie das Areal hinter dem Marstall noch zur Debatte. Barbarossa weilte siebenmal in Altenburg und ließ das Bergerkloster errichten, dessen Türme der Stiftskirche als Rote Spitzen bekannt sind. Zwei Gründe erklärten das Aussetzen der Festspiele 2012, zum einen das Deutsche Trachtenfest, das 2012 in Altenburg stattfand und für die Stadt einen hohen Organisationsaufwand bedeutete und zum anderen, dass die Vorbereitungen für die Festspiele länger als ein Jahr dauern. Am 19. Juli 2012 beschloss der Stadtrat, die Altenburger Barbarossa-Spiele erst im Jahr 2015 durchzuführen. Gründe für diese Entscheidung waren die finanzielle Lage der Stadt, ein fehlendes Gesamtkonzept, der Wunsch nach einem Betreiberformwechsel und auch fehlende touristische Voraussetzungen zum Thema Barbarossa, die erst noch geschaffen werden müssen (z. B. Dauerausstellung in den Roten Spitzen). Seit 2011 fanden in Altenburg keine Festspiele dieses Formats mehr statt.

### Kulinarische Spezialitäten

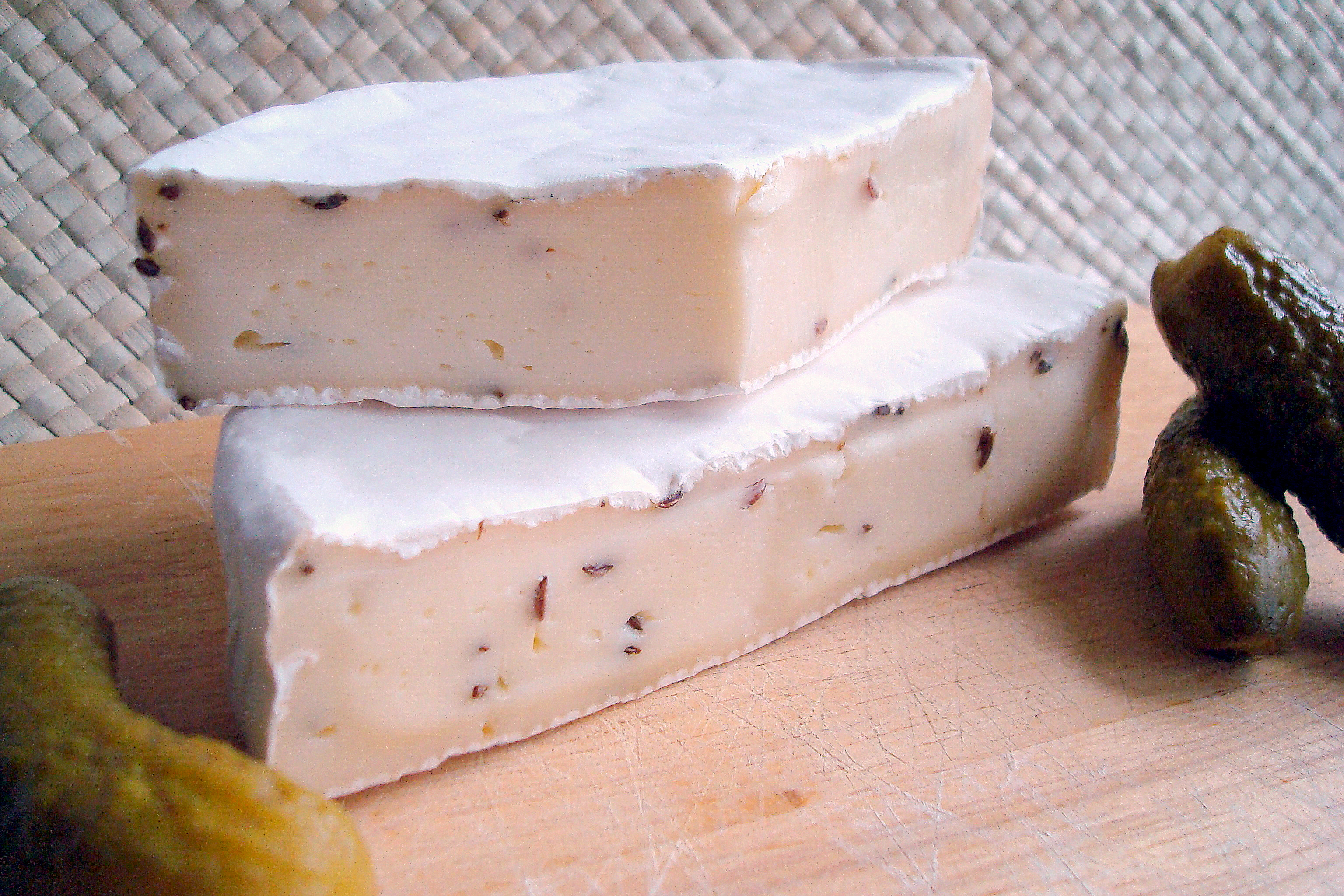
Altenburger Ziegenkäse

Eine lokale Spezialität ist der Altenburger Ziegenkäse, er ist in der Europäischen Union unter diesem Namen als geschützte Ursprungsbezeichnung eingetragen und darf mit dem entsprechenden Siegel ausgezeichnet werden. Eine weitere Spezialität im Gebiet zwischen Schmölln und Altenburg ist der Mutzbraten. Es handelt sich dabei um ein faustgroßes Stück Fleisch aus der Schulter oder dem Kamm des Schweines, das mit Salz, Pfeffer und Majoran gewürzt, mariniert und auf sogenannten Mutzbratenständen im Birkenholzrauch gegart wird. Es wird meist mit Brot und Sauerkraut serviert. Traditionsreich in Altenburg verankert ist das Bierbrauen, heute existiert noch eine Brauerei in der Stadt. Weiterhin besteht seit 1949 ein Spirituosenhersteller, die Altenburger Destillerie- & Likörfabrik, deren bekanntestes Produkt der Schwarzgebrannte ist, ein Kräuterlikör mit 47 Kräutern. Eine weitere Spezialität ist der Senf, der seit 1886 in der Stadt hergestellt wird.

## Wirtschaft und Infrastruktur

### Verkehr

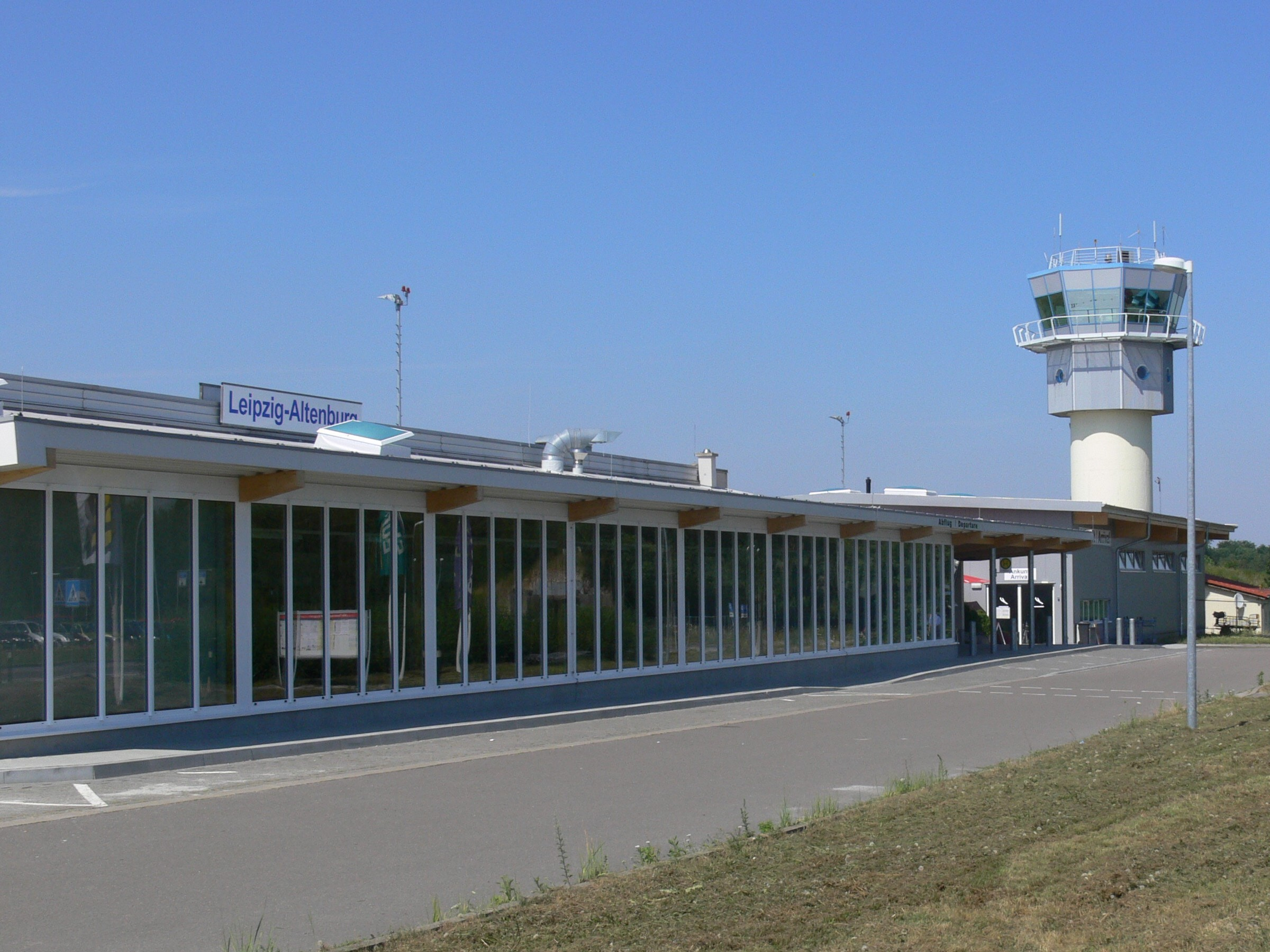
Leipzig-Altenburg Airport

Altenburg bekam 1842 beim Bau der Bahnstrecke Leipzig–Hof (Sächsisch-Bayerische Eisenbahn) einen Eisenbahnanschluss. Weitere Strecken folgten, so kamen 1871 die Strecke Altenburg–Zeitz und 1901 die Strecke Altenburg–Langenleuba-Oberhain hinzu. Die Strecke nach Zeitz wird nur noch für den Güterverkehr und für Sonderfahrten zur Kohlebahn genutzt. Die Strecke nach Langenleuba-Oberhain wurde stillgelegt und zurückgebaut.
Der Leipziger Bahnhof in Altenburg stieß schon wenige Jahre nach der Eröffnung an seine Kapazitätsgrenzen. 1871 wurde er durch einen Neubau ersetzt. Zurzeit verkehren von Altenburg S-Bahnen und Regional-Expresse, die Erfurt, Gera, Halle, Jena, Leipzig, Weimar, Würzburg und Zwickau anfahren. Zwischen Halle, dem Flughafen Leipzig/Halle, Leipzig und Altenburg verkehren die S-Bahnen in der Hauptverkehrszeit im Halbstundentakt.
Die Stadt Altenburg ist in dem Mitteldeutschen Verkehrsverbund (MDV) eingebunden. Alle öffentlichen Verkehrsmittel können daher zu einheitlichen Tarifen benutzt werden.
Anfang des 20. Jahrhunderts besaß Altenburg ein Straßenbahnnetz mit drei Linien. 1895 wurde die Straßenbahn durch die Aktiengesellschaft Straßenbahn und E-Werk Altenburg in Dienst gestellt. 1920 musste die Altenburger Straßenbahn ihren Dienst einstellen. Das städtische Personennahverkehrsnetz in Altenburg besteht heute aus sechs Buslinien, die durch die Thüsac betrieben werden. Sie verkehren, auch wegen der zahlreichen Einbahnstraßen, alle Ringlinien; die Haltestellen werden häufig nur in eine Richtung bedient. Die Linie S verkehrt werktags zur Hauptverkehrszeit im 10-Minuten-Takt und verbindet die Wohngebiete Nord und Südost mit dem Bahnhof und dem Stadtzentrum. Die Linie W, die West- und Nordvorstadt erschließt verkehrt werktags zur Hauptverkehrszeit im 20-Minuten-Takt und die Linie K, die die nördlichen Stadt- und Ortsteile mit dem Bahnhof verbindet im Stundentakt. Die Linien I, L und Z verkehren in keinem Takt und verbinden Bahnhof, Weststadt und Klinikum; Bahnhof, Lerchenbergsiedlung und Innenstadt sowie das Wohngebiet Südost mit der westlichen Innenstadt und dem Klinikum. Am Bahnhof und am Theater sind zentrale Umsteigehaltestellen.
Altenburg lag an der Via Imperii, einer der bedeutendsten mittelalterlichen Fernstraßen. Sie verband Italien und die Hansestädte an der Ostsee. Die Straße war gut ausgebaut, wovon auch die Stadt wirtschaftlich profitierte. Gegenwärtig führt an Altenburg keine wichtige Fernstraße direkt vorbei. Die Bundesautobahn A 4 (Erfurt – Dresden) verläuft ca. 12 Kilometer südlich und die im Bau befindliche A 72 (Leipzig – Chemnitz) ca. 10 Kilometer östlich von Altenburg. Die Bundesstraßen B 7, B 93 und B 180 sind daher vor allem Zubringerstraßen zu den Autobahnen. Die B 7 und B 93 durchqueren Altenburg seit der Fertigstellung der östlichen Umgehungsstraße im Jahr 2003 nicht mehr. Lediglich die B 180 durchquert Altenburg noch.
Sieben Kilometer östlich vom Zentrum Altenburgs befindet sich der Leipzig-Altenburg Airport. Es ist ein ehemaliger Militärflugplatz, der 1913 erbaut und später von der Wehrmacht und nach 1945 von der Roten Armee ausgebaut wurde. Nach dem Abzug der GUS-Truppen im Jahr 1992 begann man mit der Umwandlung in einen Verkehrslandeplatz. Seither landen und starten dort Charterflüge, von März 2003 bis März 2011 gab es auch Linienflüge. Der nächste größere Flughafen Leipzig/Halle liegt ca. 50 km nordwestlich von Altenburg und ist umsteigefrei mit der S-Bahn zu erreichen.

### Ansässige Unternehmen

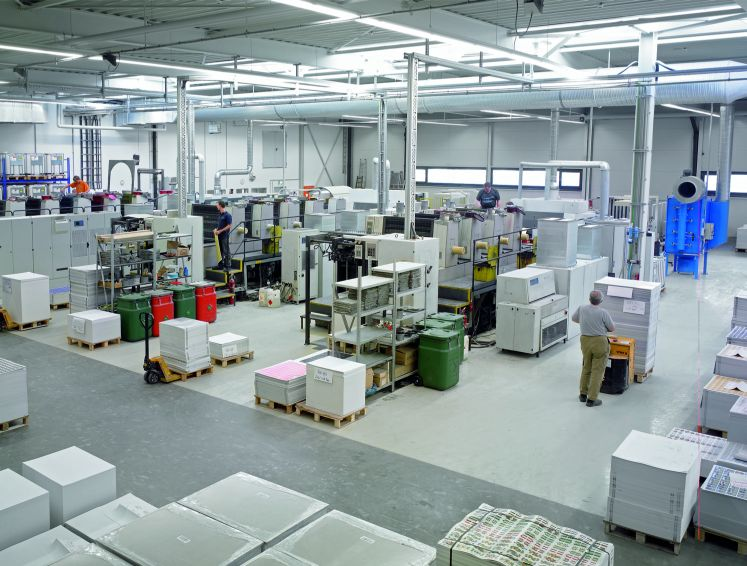
Druckhalle der Spielkartenfabrik Altenburg

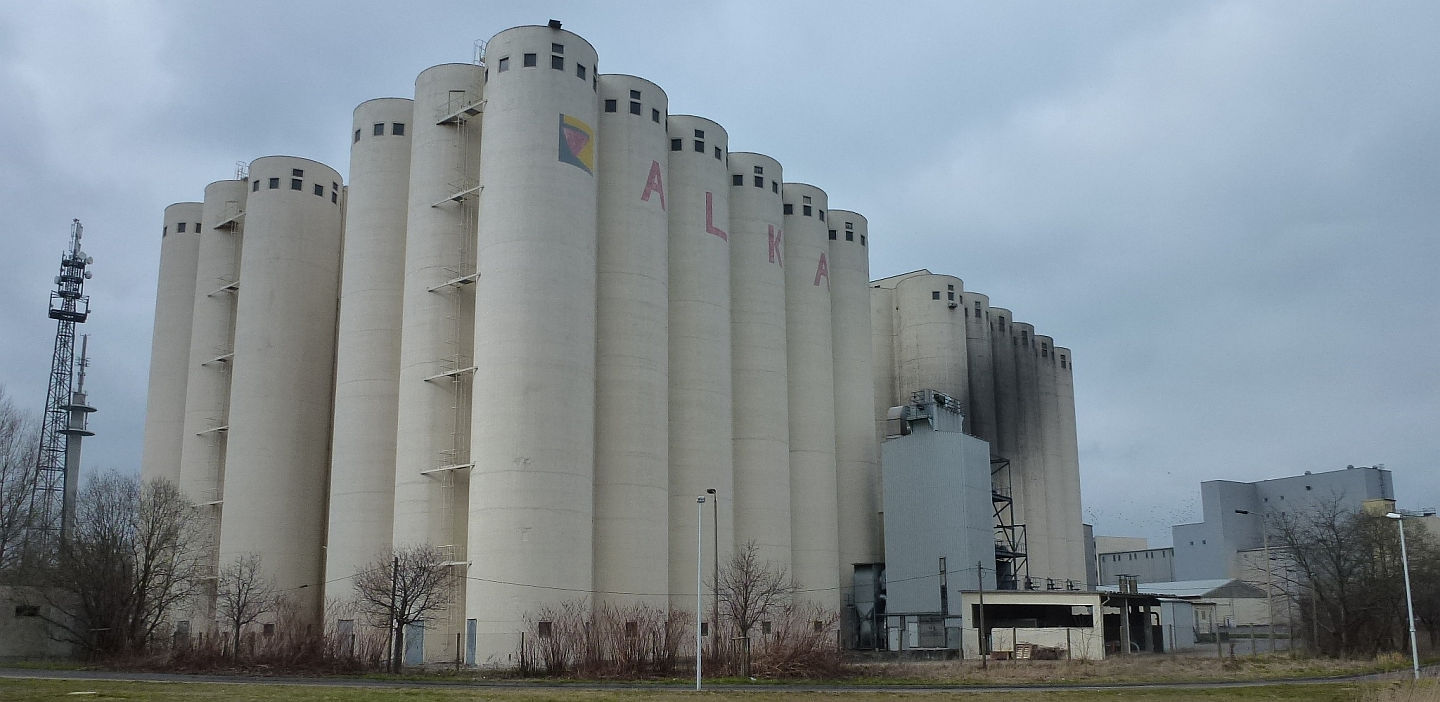
Altenburger Kraftfutterwerk und Getreidehandel

In Altenburg sind nur mittelständische Unternehmen angesiedelt. Das traditionsreichste Unternehmen ist die Spielkartenfabrik Altenburg, die von den Gebrüdern Bechstein 1832 gegründet wurde und heute in Deutschland Marktführer in der Produktion von Spielkarten ist. Seit 2003 kann die Fabrik wieder ihren Traditionsnamen ASS verwenden, nachdem die Spielkartenfabrik an Carta Mundi verkauft wurde. Ein weiteres Traditionsunternehmen ist die Druckerei zu Altenburg GmbH, die seit über 400 Jahren im Druckgewerbe tätig ist.
Bekannt war Altenburg auch für die Produktion von Nähmaschinen. Die Stadt besaß mehrere Unternehmen, die sich auf diesen Bereich spezialisiert hatten. Dazu gehörten die Titan-Nähmaschinenfabrik von Gustav Winselmann, die Nähmaschinenfabrik von Hermann Köhler und die Vesta-Nähmaschinen-Werke, die 1871 gegründet wurden und nach dem Zweiten Weltkrieg zum „VEB Nähmaschinenwerk Altenburg“ wurden. Während des Bestehens der DDR war das Werk einer der größten Arbeitgeber der Stadt. Nach der Wende wurde der Betrieb unter dem Namen „Altin“ privatisiert. Obwohl das Personal stark reduziert und die Produktionsgeräte erneuert wurden, überlebte er nur wenige Jahre.
In den 2000er Jahren beabsichtigte Altenburg, zum Standort für die Automobilindustrie werden. Dies gelang zunächst auch mit der Ansiedlung des Automobilzulieferers Fräger, dem für die Fahrzeugentwicklung zuständigen Unternehmen Bertrandt und der Gumpert Sportwagenmanufaktur, die hier den Sportwagen Apollo fertigen ließ. Jedoch gingen in den 2010er die Firmen Fräger und Gumpert in Insolvenz und Bertrandt verlagerte seinen Standort nach Leipzig. Am Standort von Fräger siedelte sich Ende 2015 jedoch die Präzisionstechnik Resources Altenburg an, ebenfalls ein Automobilzulieferer.
Zudem ist in Altenburg die Genuss- und Lebensmittelindustrie vertreten, zum Beispiel die Altenburger Brauerei, der zur Vion-Gruppe gehörende Fleischfabrikant „Südost Fleisch“, Altenburger Senf, die Altenburger Destillerie & Liqueurfabrik und die Altenburger Kraftfutterwerk und Getreidehandel (ALKA) GmbH.

### Medien
In Altenburg befindet sich der Sitz der Redaktion der Osterländer Volkszeitung, einer Lokalausgabe der Leipziger Volkszeitung. Weiterhin gibt es den lokalen Fernsehsender altenburg.tv, der über das Kabelnetz in ganz Thüringen, das Internet oder den Satellitenkanal Lokal-TV-Portal empfangen werden kann.

### Öffentliche Einrichtungen

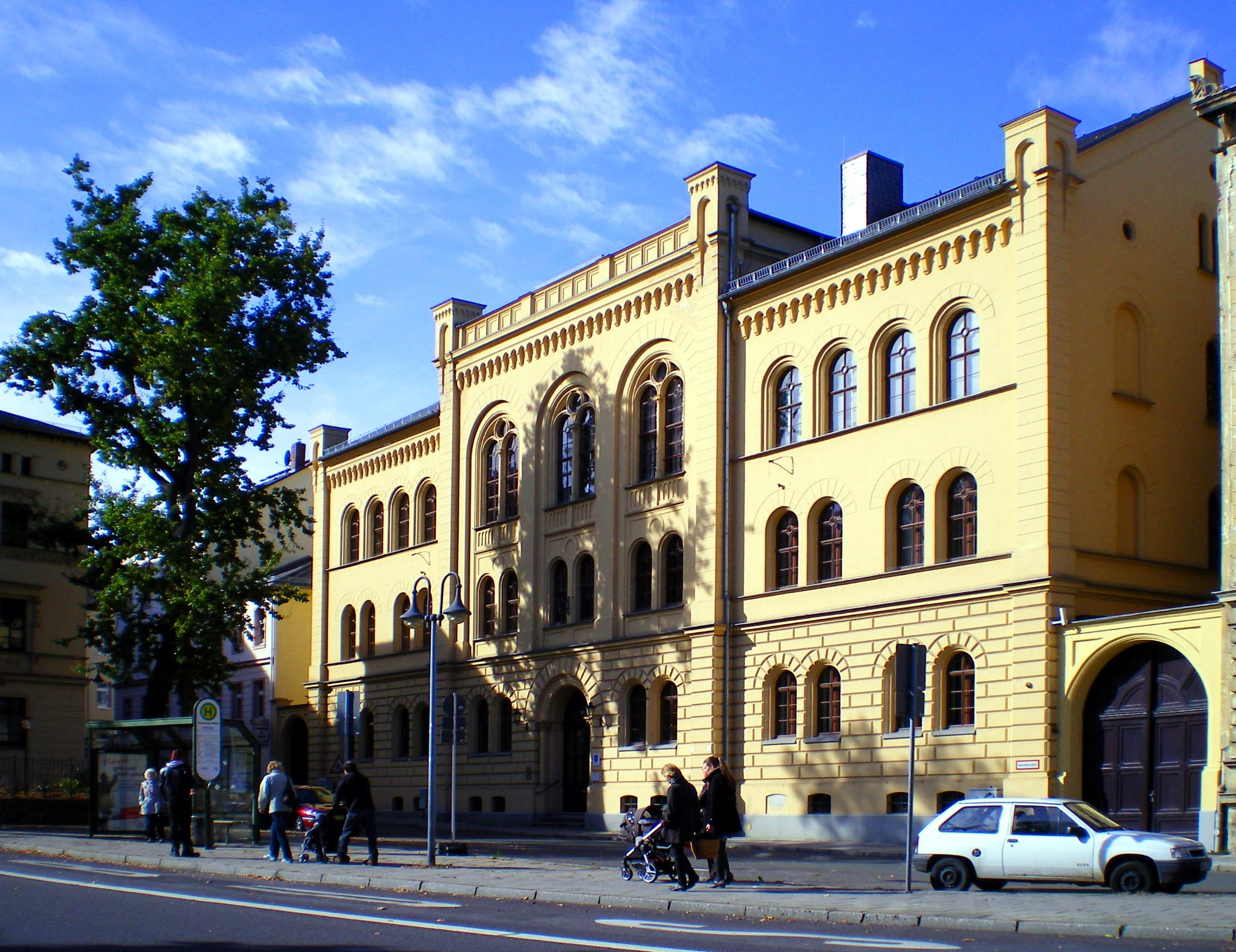
Sozialgericht Altenburg

Altenburg ist seit dem 29. Juni 1996 Sitz des Länderverbandes Sachsen-Thüringen der Bundesanstalt Technisches Hilfswerk. Das THW selbst ist ebenfalls mit einem Ortsverband in Altenburg vertreten.
In der Stadt hat eines der zwölf Finanzämter Thüringens seinen Sitz.
Ebenfalls sind in Altenburg ein Amtsgericht und das Sozialgericht Altenburg ansässig.

### Gesundheitswesen
Die Klinikum Altenburger Land GmbH versorgt mit rund 800 Mitarbeitern und knapp 600 Betten jährlich 18.000 stationäre und 26.000 ambulante Patienten, hauptsächlich in Altenburg, aber auch in Schmölln (Innere Medizin). Das Klinikum ist akademisches Lehrkrankenhaus des Universitätsklinikums Jena und der Universität Leipzig.
Das überregionale Schlaganfallzentrum ist Kooperationspartner für mehrere Krankenhäuser, auch in Sachsen. Weiterhin gibt es ein Darmzentrum.
Des Weiteren findet man in Altenburg die Klinik für Psychiatrie, Psychotherapie und Psychosomatik der Evangelischen Lukas-Stiftung mit etwa 100 Betten.

### Bildung

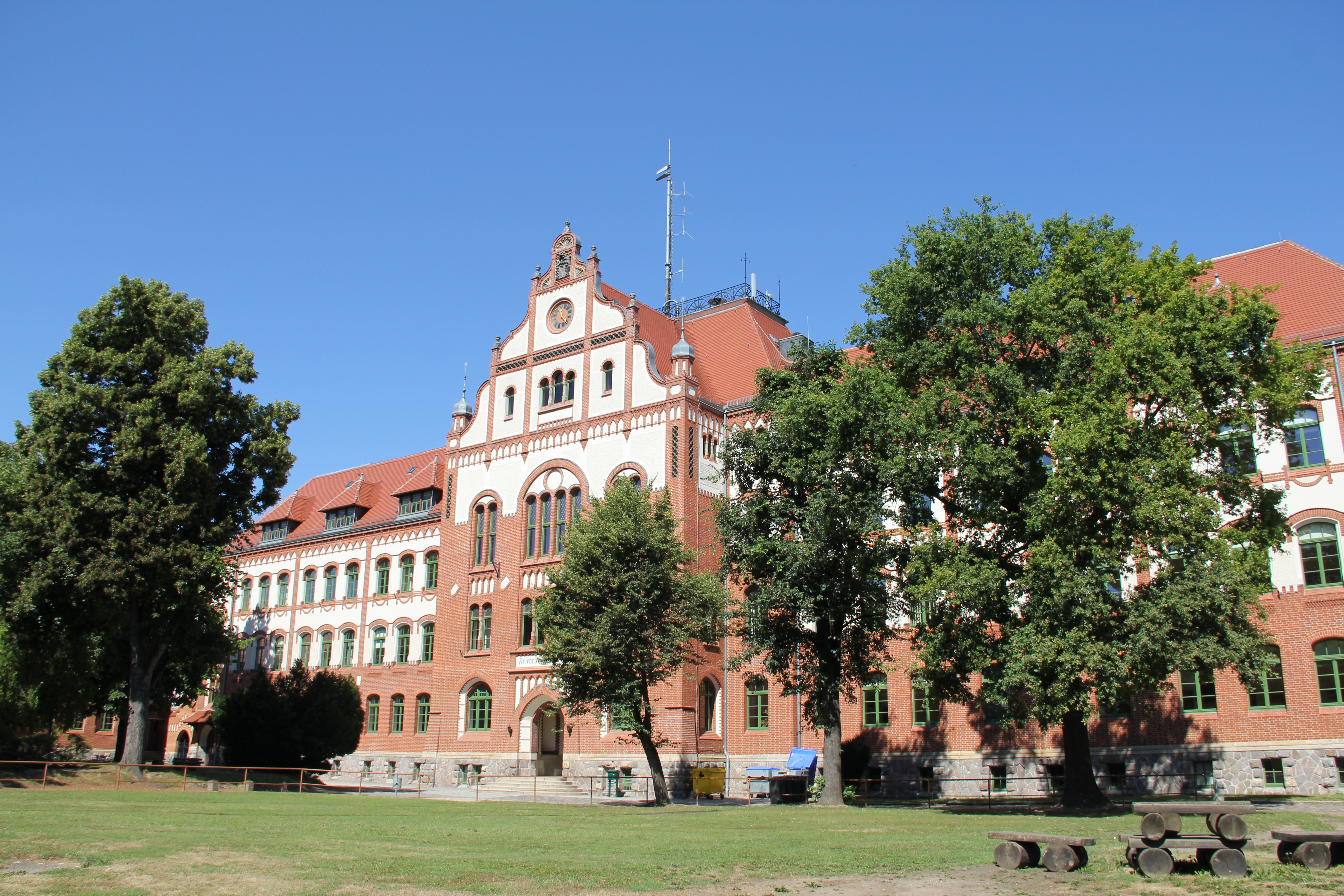
Friedrichgymnasium

Altenburg ist Sitz zweier staatlicher Gymnasien und des Christlichen Spalatin-Gymnasiums Altenburg in Trägerschaft der Evangelischen Schulstiftung in Mitteldeutschland. Davon ist das Friedrichgymnasium das älteste, es ist wie das Lerchenberggymnasium staatlich. Gegründet wurde es 1522 als städtische Lateinschule (Schola Altenburgensis), die wiederum 1713 in „Herzogliches Friedrichgymnasium“ umbenannt wurde. Zwischen 1946 und 1990 hieß die Einrichtung Karl-Marx-Oberschule.
Zudem gibt es in der Stadt noch drei Regelschulen, fünf Grundschulen und zwei Förderzentren sowie zwei Grundschulen in freier Trägerschaft. Zwei staatliche sowie zwei private Berufsschulen ergänzen das Bildungsangebot der Stadt, die Gewerblich Technische Berufsschule Johann Friedrich Pierer und die ehemalige Kaufmännische Berufsschule, der die Fachschule für Sozialpädagogik angeschlossen wurde, bilden die heutige Staatliche berufsbildende Schule für Wirtschaft und Soziales (WiSo). Ebenso eine Ausbildung mit gewerblich-technischem und sozial-pflegerischem Profil bietet die 1991 gegründete ESO Altenburg an, sie ist Teil der Euro-Schulen-Organisation GmbH. Die Innova Privat-Akademie Altenburg GmbH bildet Jugendliche und Erwachsene seit 1991 in den Bereichen Pflege, Bau, soziale Integration, Büro, IT sowie in Hotel- und Gaststättenberufen aus. Weiterhin ist Altenburg Sitz einer Volkshochschule und der Musikschule Johann Ludwig Krebs. Die Stadtbibliothek befindet sich in der Lindenaustraße 14.

## Persönlichkeiten
Zu den Persönlichkeiten, die mit Altenburg in Verbindung gebracht werden, zählt in erster Linie der Kaiser Friedrich I. Barbarossa, der einen großen Einfluss auf die Entwicklung der Stadt hatte. Zwischen 1165 und 1188 hielt er sich insgesamt sechsmal in Altenburg auf. Eine weitere bekannte Persönlichkeit mit Bezug zu Altenburg war der Verleger und Lexikograph Friedrich Arnold Brockhaus, der von 1810 bis 1817 in der Stadt lebte und in dieser Zeit die zweite Auflage des Conversations-Lexikons verfasste. Auch der in Altenburg geborene Heinrich August Pierer war als Verleger und Lexikograph tätig. Er war der Herausgeber des Universal-Lexikons der Gegenwart und Vergangenheit. Der Komponist und Organist Johann Ludwig Krebs kam 1756 nach Altenburg, als er die Stelle als Organist am Hofe Friedrichs III. annahm, und lebte bis zu seinem Tode in der Stadt. Dem sächsischen Regierungschef Bernhard von Lindenau verdankt Altenburg eine der größten Sammlungen von frühen italienischen Tafelbildern nördlich der Alpen. In seinem Testament stiftete er die Sammlung dem Herzogtum Sachsen-Altenburg und legte fest, dass diese unverkäuflich und an die Stadt Altenburg gebunden sei. Die Sammlung befindet sich heute im Lindenau-Museum. Dieses vergibt seit 1998 im zweijährlichen Rhythmus den Gerhard-Altenbourg-Preis, die dem Künstler Gerhard Altenbourg gewidmet ist. Er lebte freischaffend in Altenburg und nahm den Künstlernamen Altenbourg an. Der Schriftsteller und ehemalige Dramaturg am Altenburger Landestheater Ingo Schulze setzte der Stadt und ihren Einwohnern durch seine Romane Simple Storys (1998) und Neue Leben (2005) ein literarisches Denkmal. Auch der Anfang seines Romanes Adam und Evelyn, dessen Protagonisten die DDR im Spätherbst 1989 über Ungarn verlassen, ist, ohne dass die Stadt beim Namen genannt wird, unverkennbar in Altenburg angesiedelt. Wichtige Tochter der Stadt ist Lieselott Herforth. Die Physikerin und Kernphysikerin war die erste Rektorin (Frau als Rektor) an einer deutschen Universität, von 1965 bis 1968 an der TU Dresden. Ihre Arbeiten auf dem Gebiet der Atomphysik – insbesondere ihr Praktikum zum Strahlenschutz – werden noch heute in Hochschulen des gesamten Bundesgebiets eingesetzt.
Vom 18. bis 20. März 2022 residierte Bundespräsident Frank-Walter Steinmeier auf Einladung des Oberbürgermeisters André Neumann in Altenburg. Die Stadt war die erste Station auf Steinmeiers „Ortszeit“-Tour zu Beginn seiner zweiten Amtszeit. Für diese Tage verlegte das deutsche Staatsoberhaupt seinen Amtssitz ins Parkhotel Altenburg, vor dem in dieser Zeit auch die Standarte des Bundespräsidenten wehte.

## Zitate
„Ich habe in den fünf Monaten meines Altenburger Aufenthaltes geistig mehr gelebt und erlebt, als manchem Erdenkinde im ganzen Leben oft beschieden sein wird.“